# Bưởi
Bưởi (tiếng Anh: "pomelo", /ˈpɒmɪloʊ, ˈpʌm-/POM-il-oh, PUM-; Citrus maxima), thuộc họ Rutaceae, là loại trái cây có múi lớn nhất và là tổ tiên chính của bưởi chùm. Đây là một loại trái cây tự nhiên, không lai tạo, có múi, có nguồn gốc từ Đông Nam Á. Có hương vị tương tự như bưởi chùm ngọt, bưởi thường được tiêu thụ và sử dụng cho các dịp lễ hội trên khắp Đông Nam Á. Cũng như bưởi, hóa thực vật trong bưởi có khả năng gây tương tác thuốc.

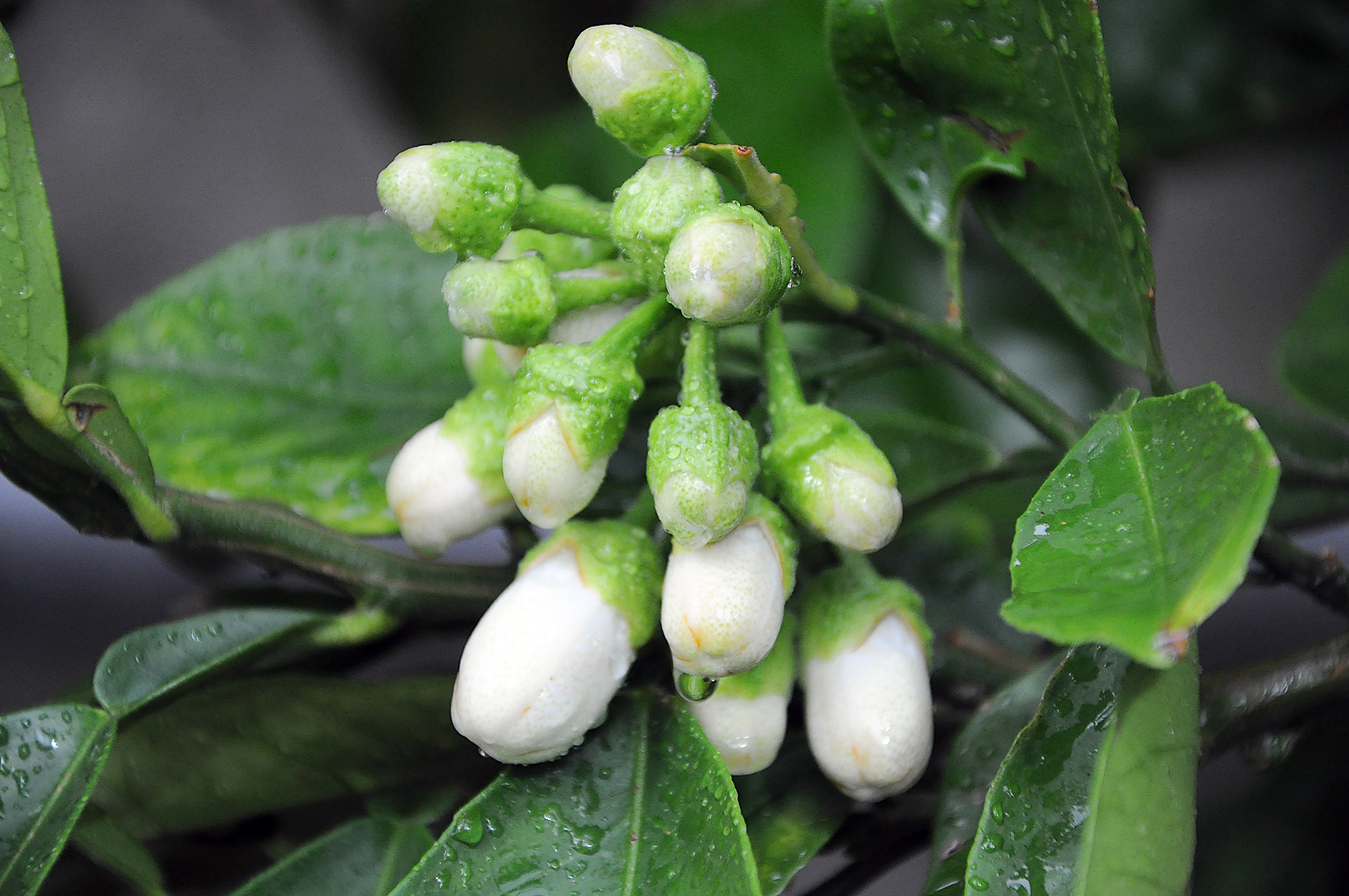
Cụm nụ hoa bưởi

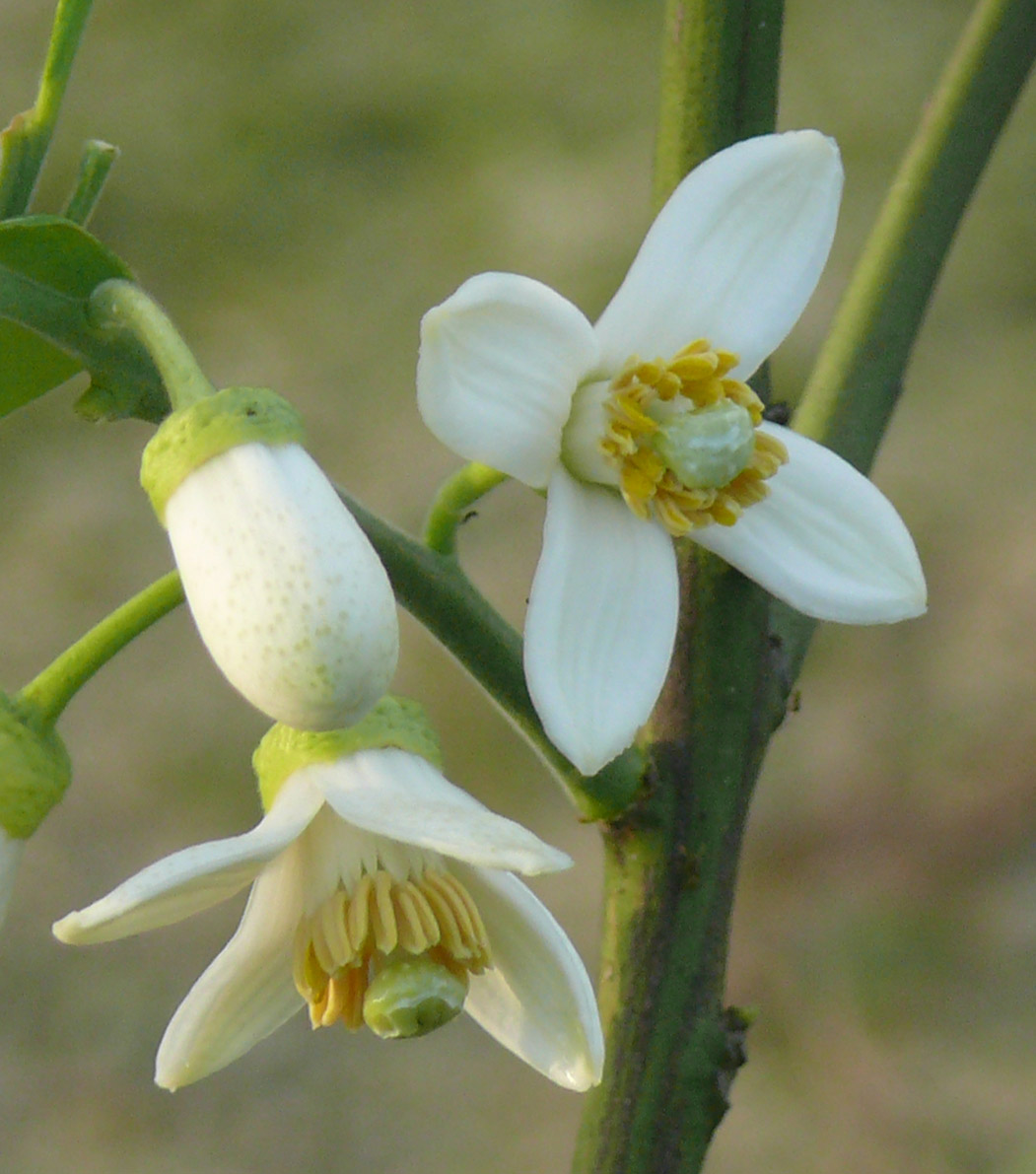
Hoa bưởi nở

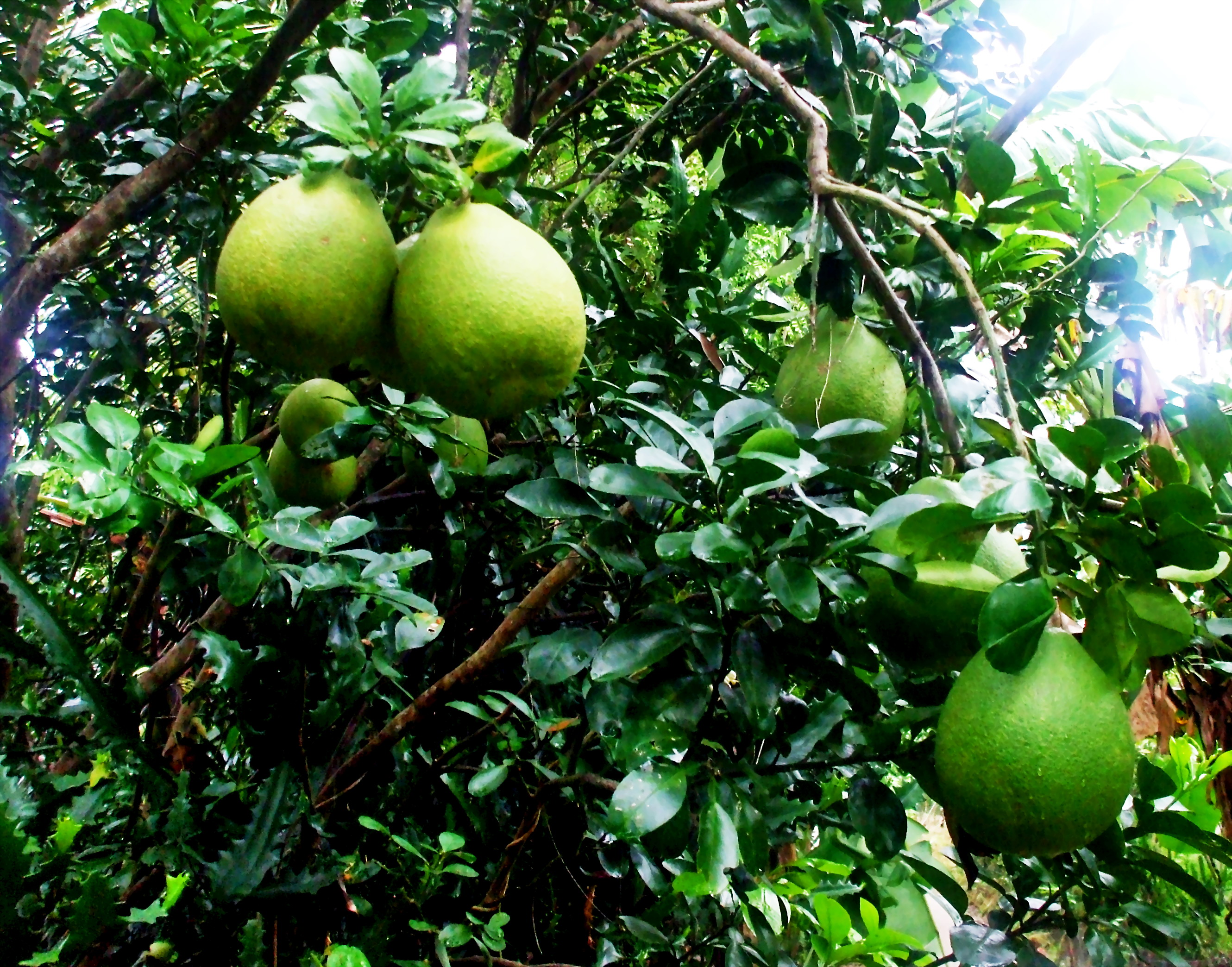
Cây bưởi ở miền nam Việt Nam

## Từ nguyên và tên phổ biến
Theo từ điển tiếng Anh Oxford, từ nguyên của từ "pomelo" (tên quả bưởi trong tiếng Anh) không chắc rõ. Nó có thể bắt nguồn từ tiếng Hà Lan pompelmoes. Danh pháp thực vật của loài, Citrus maxima, có nghĩa là "cây có múi lớn nhất". Trong tiếng Anh, từ "pomelo" (cũng được đánh vần là pummel, pumelo, pomello, pommelo) đã trở thành tên phổ biến hơn, mặc dù "pomelo" trong lịch sử đã được sử dụng cho bưởi chùm.
Sau khi được du nhập vào Barbados bởi 'Thuyền trưởng Shaddock' của Công ty Đông Ấn (có vẻ là Philip Chaddock, người đã đến thăm hòn đảo này vào cuối những năm 1640  ), loại quả này được gọi là shaddock trong tiếng Anh.  Từ đó cái tên lan sang Jamaica năm 1696.  Loại trái cây này còn được gọi là jambola trong nhiều loại tiếng Anh được nói ở Nam Á.

## Mô tả và công dụng
Cây bưởi có thể cao từ 5–15 m (16–49 ft), có thể có thân cong queo dày 10–30 cm (4–12 in) và các nhánh thấp, không đều. Cuống lá bưởi có cánh rõ rệt, với dạng hình trứng hoặc elip xen kẽ, dài 5–20 cm (2–8 in), có lớp vỏ ở trên màu xanh xỉn và có lông ở mặt dưới. Hoa bưởi - mọc đơn lẻ hoặc mọc thành chùm - có mùi thơm và màu trắng vàng.
Quả to, 15–25 cm (5,9–9,8 in), thường nặng 1–2 kg (2–4 lb). Vỏ dày hơn bưởi chùm và được chia thành 11 đến 18 múi. Thịt quả có vị nhẹ như bưởi chùm, với một chút vị đắng thường (bưởi chùm là giống lai giữa bưởi và cam). Các màng bao bọc xung quanh các múi bưởi dai và đắng, thường không ăn được và bị loại bỏ. Có ít nhất 60 giống cây. Quả thường chứa ít hạt, hạt tương đối lớn, nhưng một số giống cây có nhiều hạt.
Nước ép bưởi ngon và vỏ được sử dụng để làm chất bảo quản hoặc có thể làm kẹo. Ở Brasil, lớp vỏ dày có thể được sử dụng để làm mứt ngọt, trong khi phần cùi xốp của vỏ bị loại bỏ. Ở Sri Lanka, vỏ thường được ăn như món tráng miệng, đôi khi được rắc thêm đường. Ở phần lớn Đông Nam Á, nơi nguồn gốc của bưởi, vỏ thường được ăn như một món tráng miệng, thường được rắc muối hoặc chấm vào hỗn hợp muối. Thậm chí chúng có thể được chế biến thành món xa lát. Ở Philippines, một loại nước giải khát màu hồng được làm từ nước ép bưởi và dứa.
Loại quả này có thể đã được du nhập vào Trung Quốc vào khoảng năm 100 trước Công nguyên. Ở Đông Á, đặc biệt là trong ẩm thực Quảng Đông, cùi bưởi om được dùng để chế biến các món ăn giàu chất xơ và ít béo.

### Nhân giống và đa dạng di truyền
Hạt của bưởi là loại đơn phôi, tạo ra cây con có gen của cả bố và mẹ, nhưng chúng thường tương tự cây nguồn gốc mà chúng mọc lên và do đó bưởi thường được trồng từ hạt ở châu Á. Hạt có thể bảo quản được 80 ngày ở nhiệt độ 5 °C (41 °F) với độ ẩm tương đối vừa phải. Citrus maxima thường được ghép vào các gốc ghép cam quýt khác bên ngoài châu Á để tạo ra những cây giống hệt bố mẹ; các giống cây chất lượng cao được nhân giống bằng cách chiết cành hoặc bằng cách cho nảy chồi trên các gốc ghép ưa thích.
Các đặc tính vật lý và hóa học của bưởi rất khác nhau ở Nam Á.

## Giống cây
Bưởi là một trong những đơn vị phân loại tổ tiên thuần chủng riêng của thực vật cam quýt. Theo các nghiên cứu di truyền, bưởi là một trong ba loài cam chanh nguyên thủy (cùng với quýt và thanh yên), đã lai tạo nên hầu hết các giống quả cam chanh quan trọng về mặt thương mại trên toàn cầu.

### Bưởi không lai
- Dangyuja

### Có thể bưởi không lai
- Banpeiyu

### Giống lai
Bưởi là một trong những loài cam quýt nguồn gốc mà từ đó các loại cây có múi được trồng đã được lai tạo. Những loài khác là thanh yên, quýt và ở mức độ thấp hơn, papeda và kim quất. Cụ thể, cam thường được cho là giống lai tự nhiên giữa bưởi và quýt, với bưởi to hơn và cứng hơn. Bưởi chùm ban đầu cũng được cho là giống lai tự nhiên giữa bưởi và quýt; tuy nhiên, phân tích bộ gen được tiến hành hơn hai thế kỷ sau khi giả định này được đưa ra, cho rằng đây thực ra là một giống lai giữa bưởi và cam ngọt, đó là lý do tại sao 63% bộ gen của bưởi chùm đến từ bưởi.
Bưởi ngày nay thường dùng trong các chương trình phối giống nhân tạo:
- Cam ngọt thường (Citrus × sinensis) là giống lai bưởi × quýt
- Cam đắng (Citrus × aurantium) là một giống lai bưởi × quýt khác
- Tangelo là giống lai giữa bưởi hoặc bưởi chùm và bất kỳ loại quýt nào khác; quả thường có vỏ dày hơn quýt và ít ngọt hơn
  - 'K–Early' ('Sunrise Tangelo') [18]
  - ' Minneola tangelo ': bưởi chùm Bowen × quýt Dancy [18]
  - 'Orlando' (trước đây là 'Take'): bưởi chùm Bowen × quýt Dancy (bố mẹ phấn hoa) [18]
  - 'Seminole' : bưởi chùm Bowen × quýt Dancy [18]
  - 'Thornton' : quýt lai × bưởi chùm, không xác định [18]
  - ' Ugli fruit ' (tangelo Jamaica): quýt lai × bưởi chùm, có thể (cây con hoang dã) [18]
- Bưởi chùm là cây lai ngược dòng bưởi: bưởi × cam ngọt (xem ở trên)
- Trái cấm: một dòng chéo bưởi/cam ngọt khác của Caribe
- 'Nova' : lai chéo Clementine × tangelo Orlando [18]
- Bưởi chùm Oroblanco và Melogold là giống lai giữa Citrus maxima và bưởi chùm
- Quýt bưởi: bưởi × quýt
- Mato buntan: một giống ở Đài Loan [19]
- Hyuganatsu là giống bưởi lai
- Kawachi Bankan : ujukitsu x không xác định

## Dinh dưỡng
Thịt bưởi tươi chứa 89% nước, 10% carbohydrate, 1% protein và chứa chất béo không đáng kể (bảng). Một lượng tham khảo 100 g cung cấp 159 kJ (38 kcal) năng lượng thực phẩm và rất giàu vitamin C (73% giá trị hàng ngày), không có vi chất dinh dưỡng nào khác có hàm lượng đáng kể (bảng).

## Khả năng tương tác thuốc
Bưởi có thể gây ra tác dụng phụ, tương tự như tác dụng phụ do bưởi chùm và một số loại cam quýt khác gây ra, thông qua quá trình ức chế chuyển hóa qua trung gian cytochrom P450 của các loại thuốc theo toa như thuốc chống tăng huyết áp và thuốc chống đông máu.

## Hình ảnh

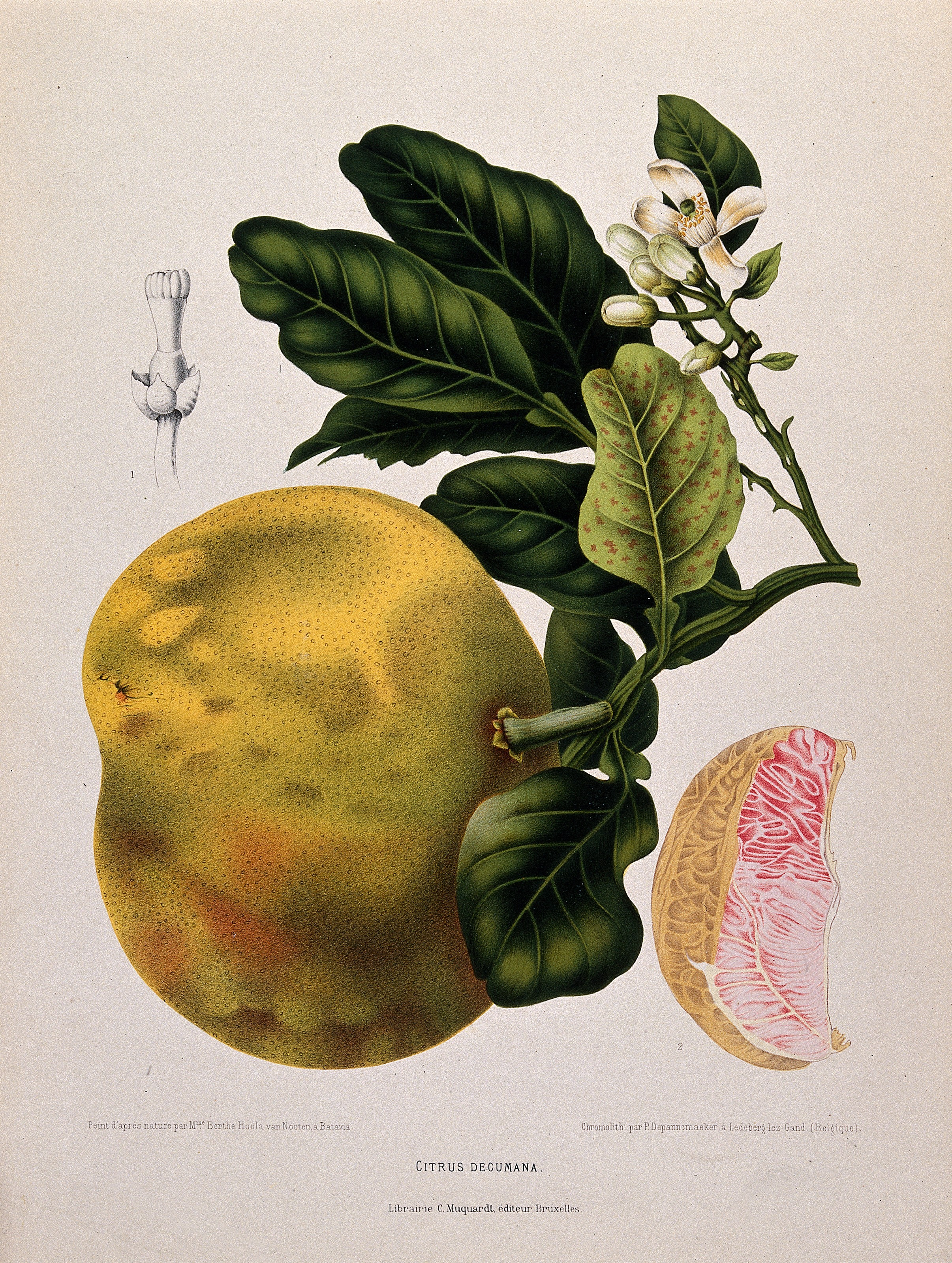
Nhánh hoa và quả bưởi với phần quả và phần hoa được đánh số, bản ghi sắc ký của P. Depannemaeker, c. 1885, sau B. Hoola van Nooten
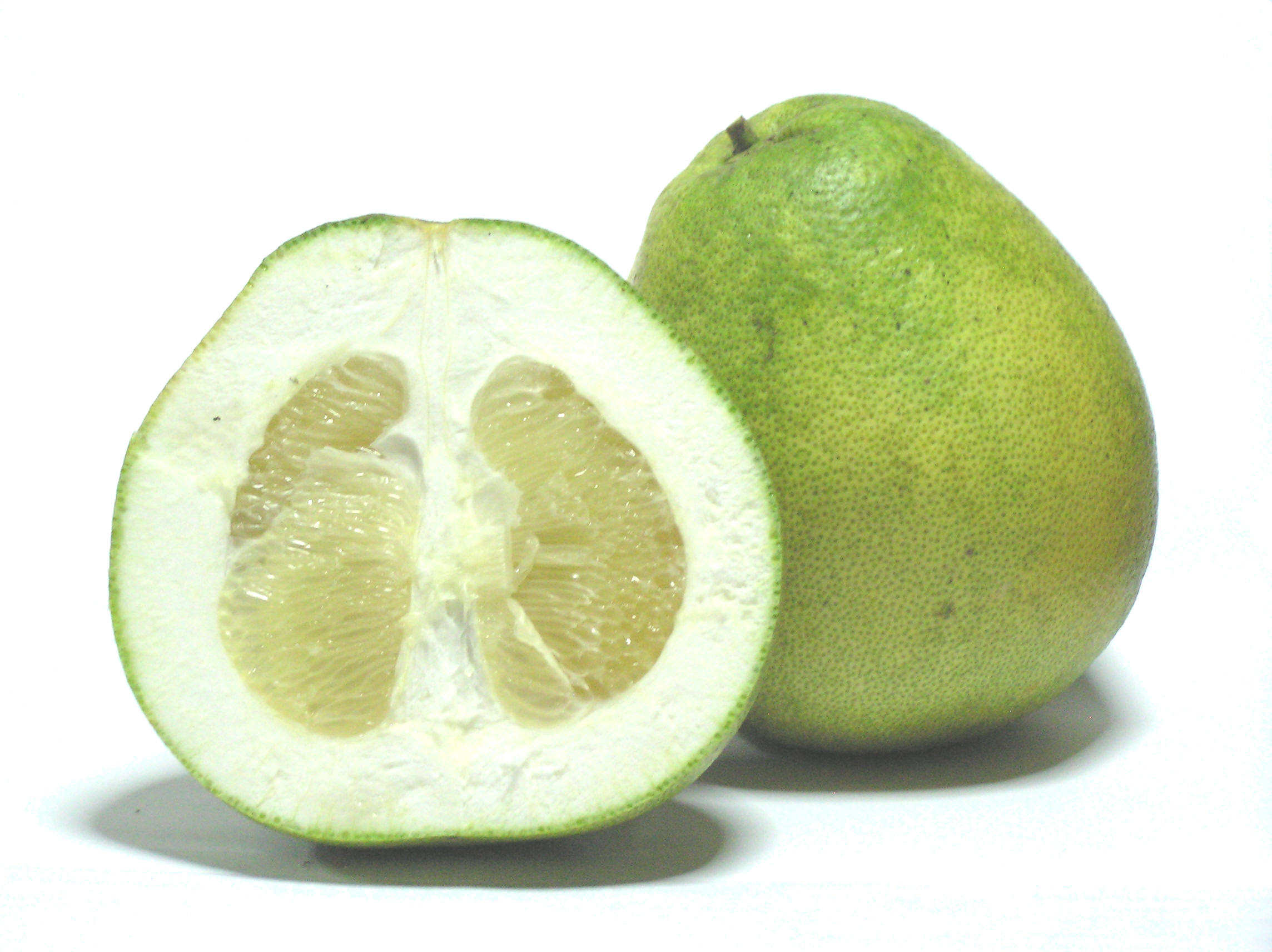
Mặt cắt quả bưởi
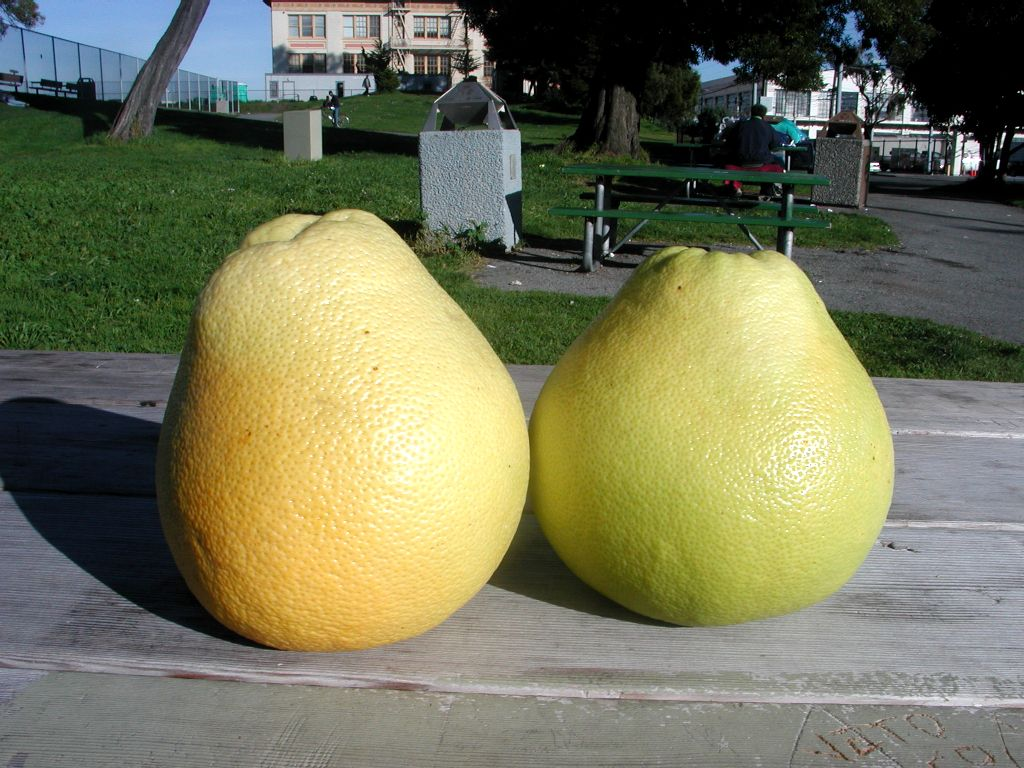
Cặp bưởi
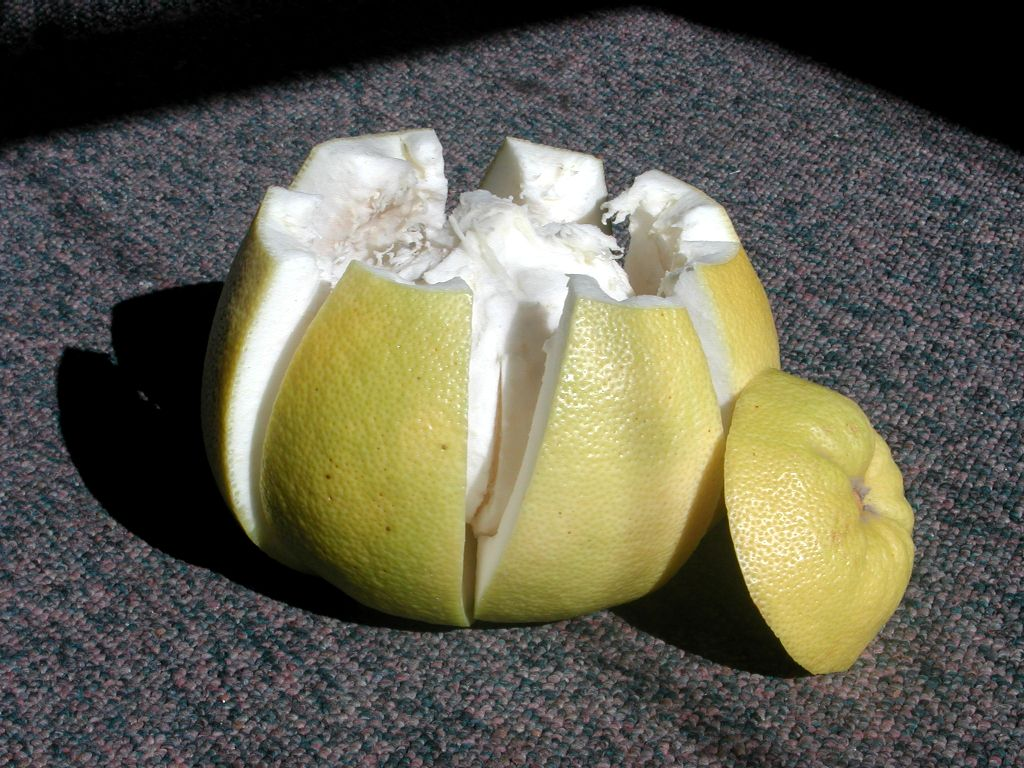
Bưởi sau khi gọt vỏ
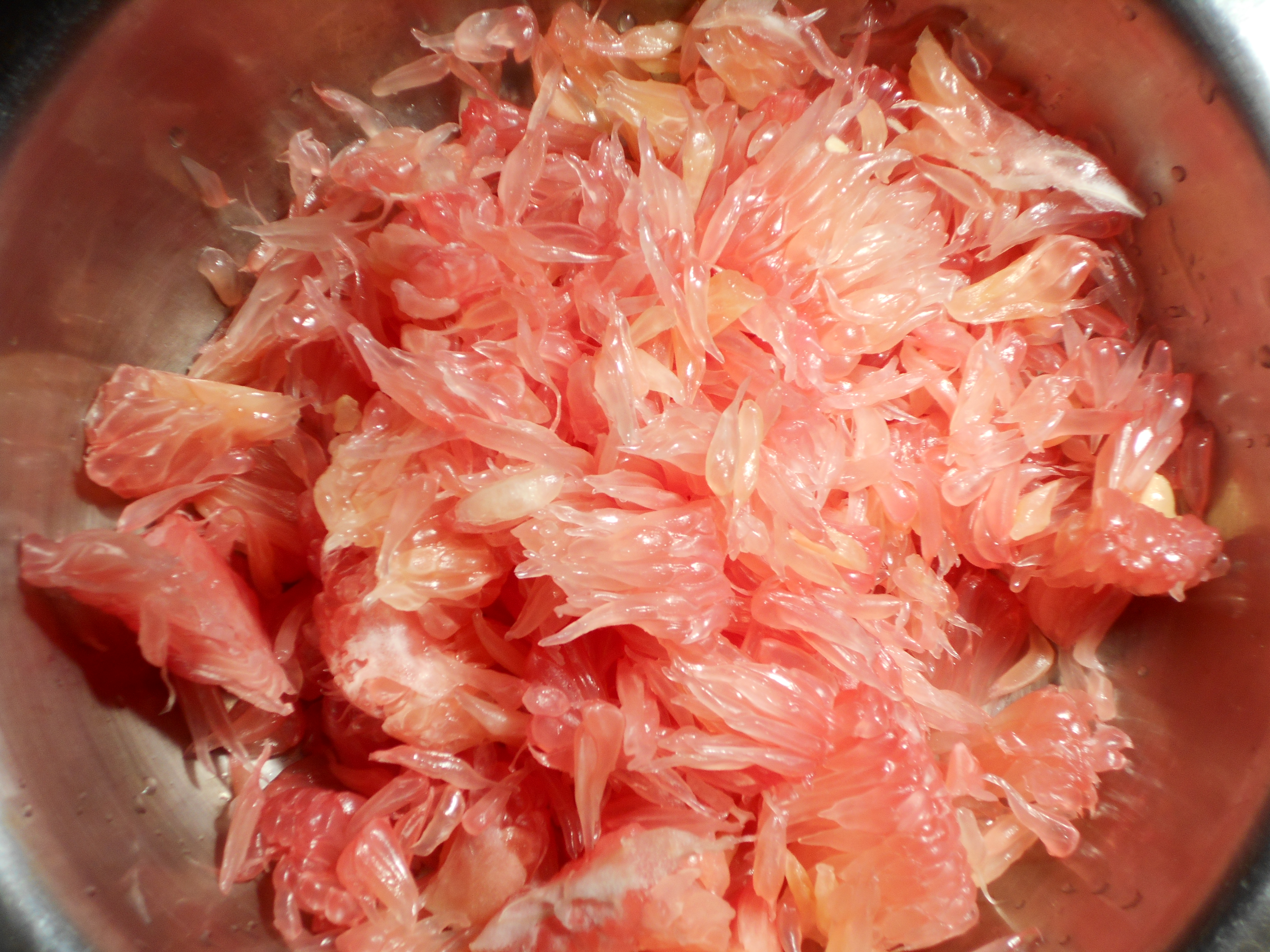
Múi bưởi hồng mọng nước
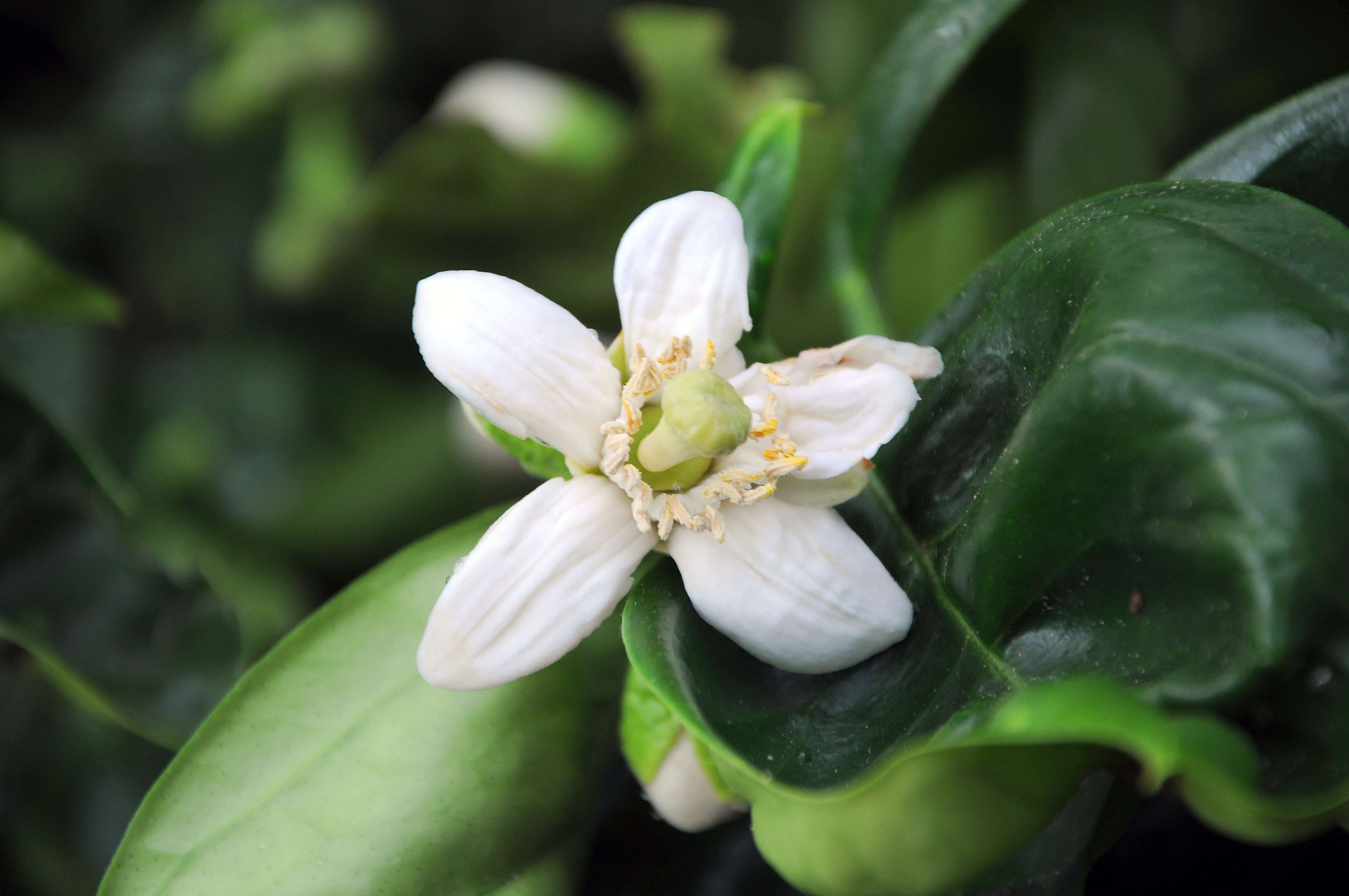
Hoa bưởi
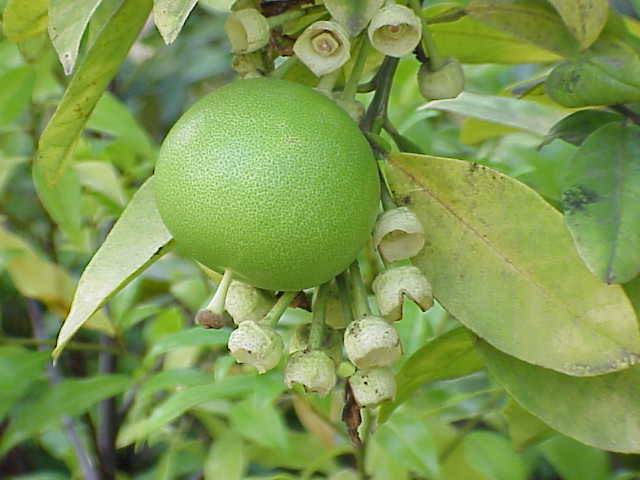
Bưởi trên cây ra hoa kết trái cùng lúc
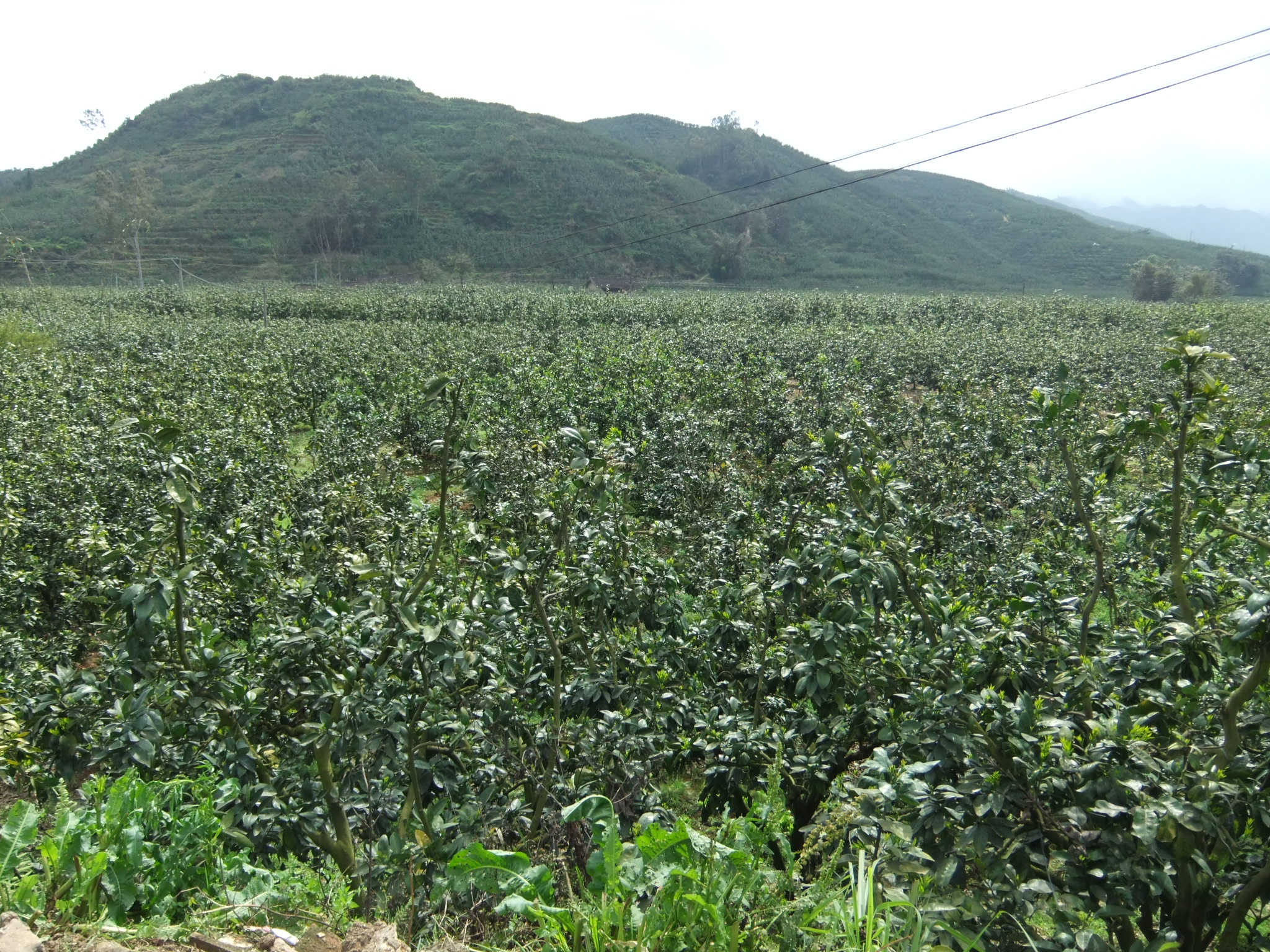
Bình Hòa, Phúc Kiến nổi tiếng với bưởi
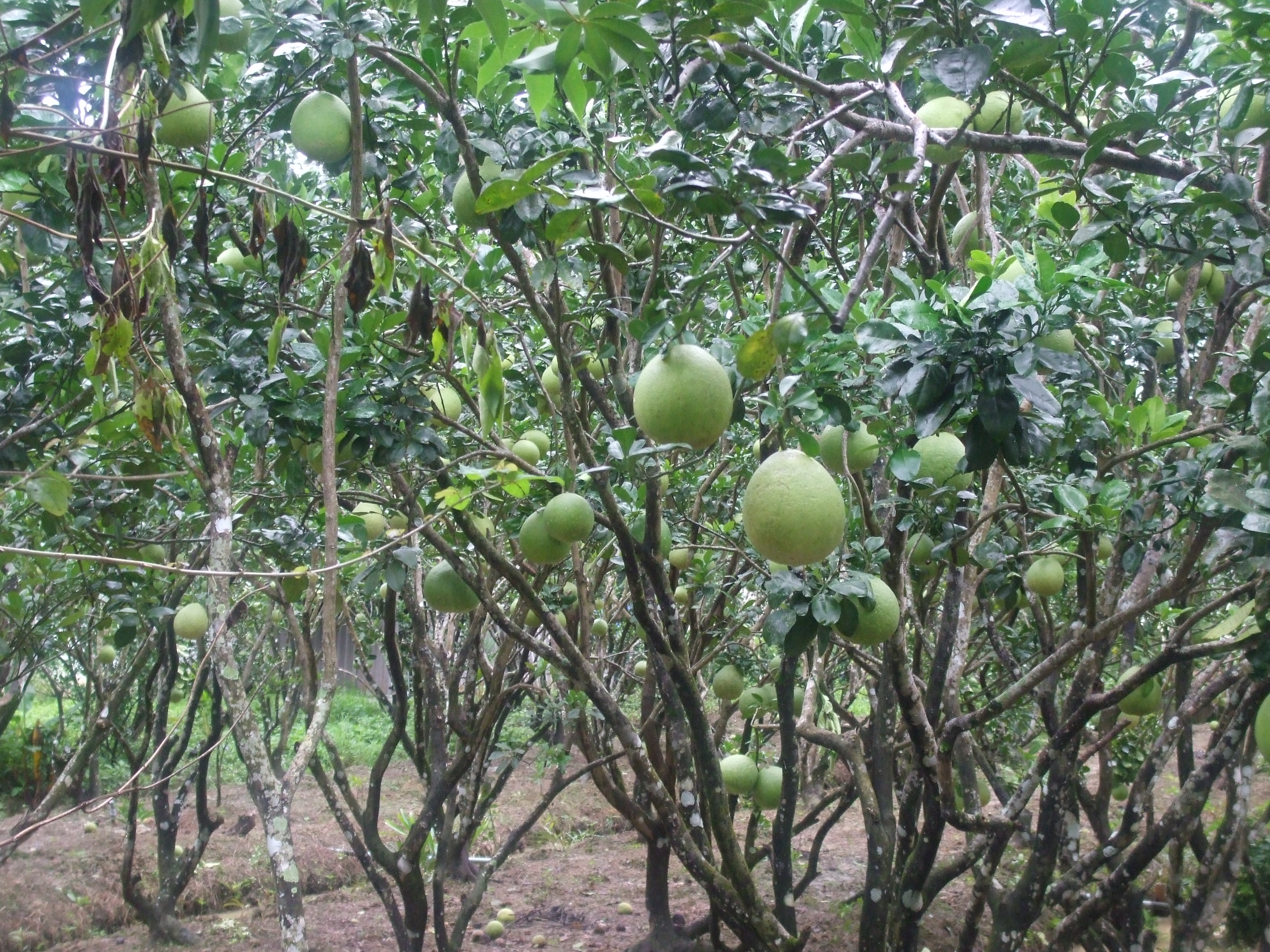
Vườn bưởi
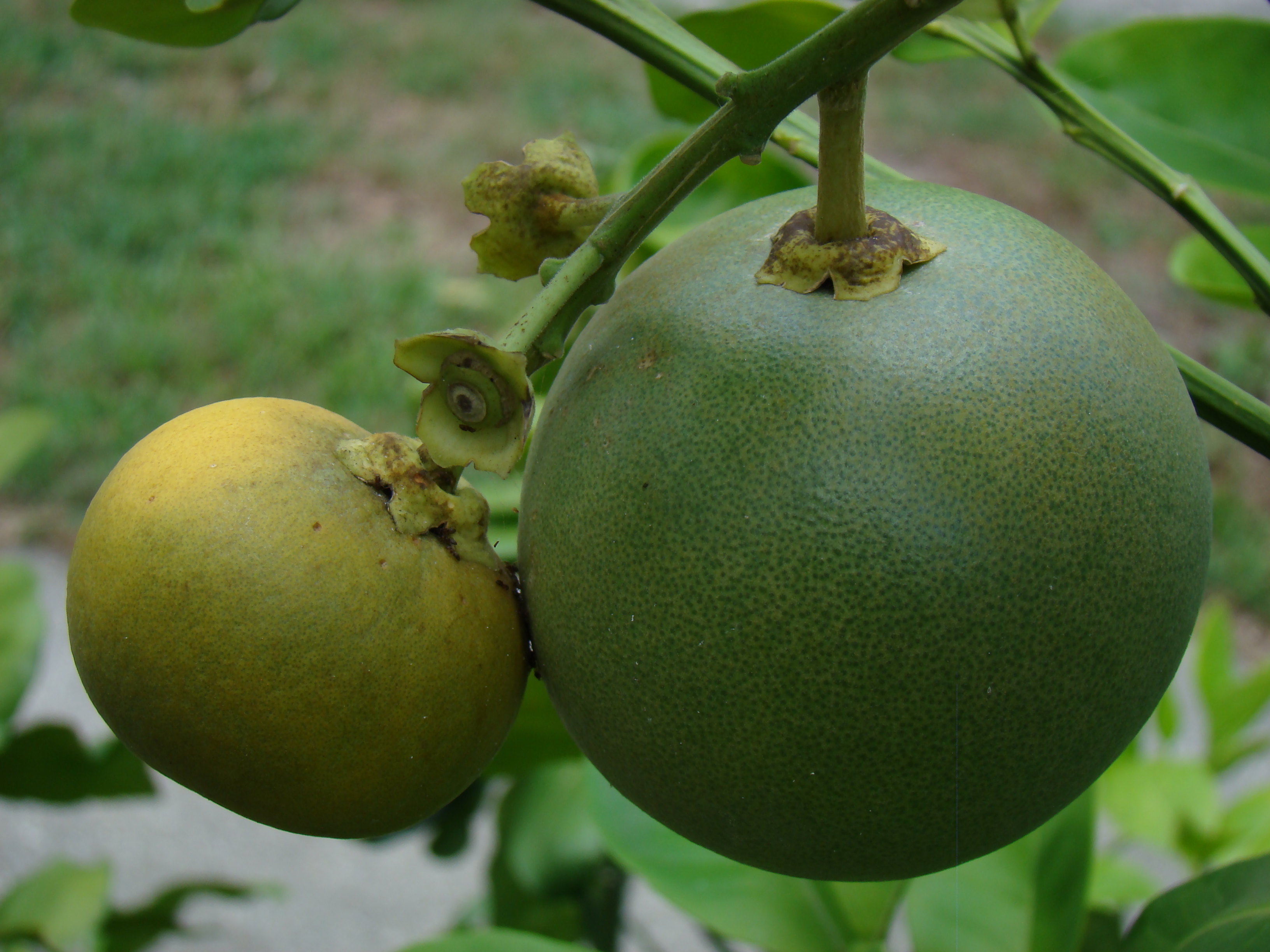
Bưởi hồng
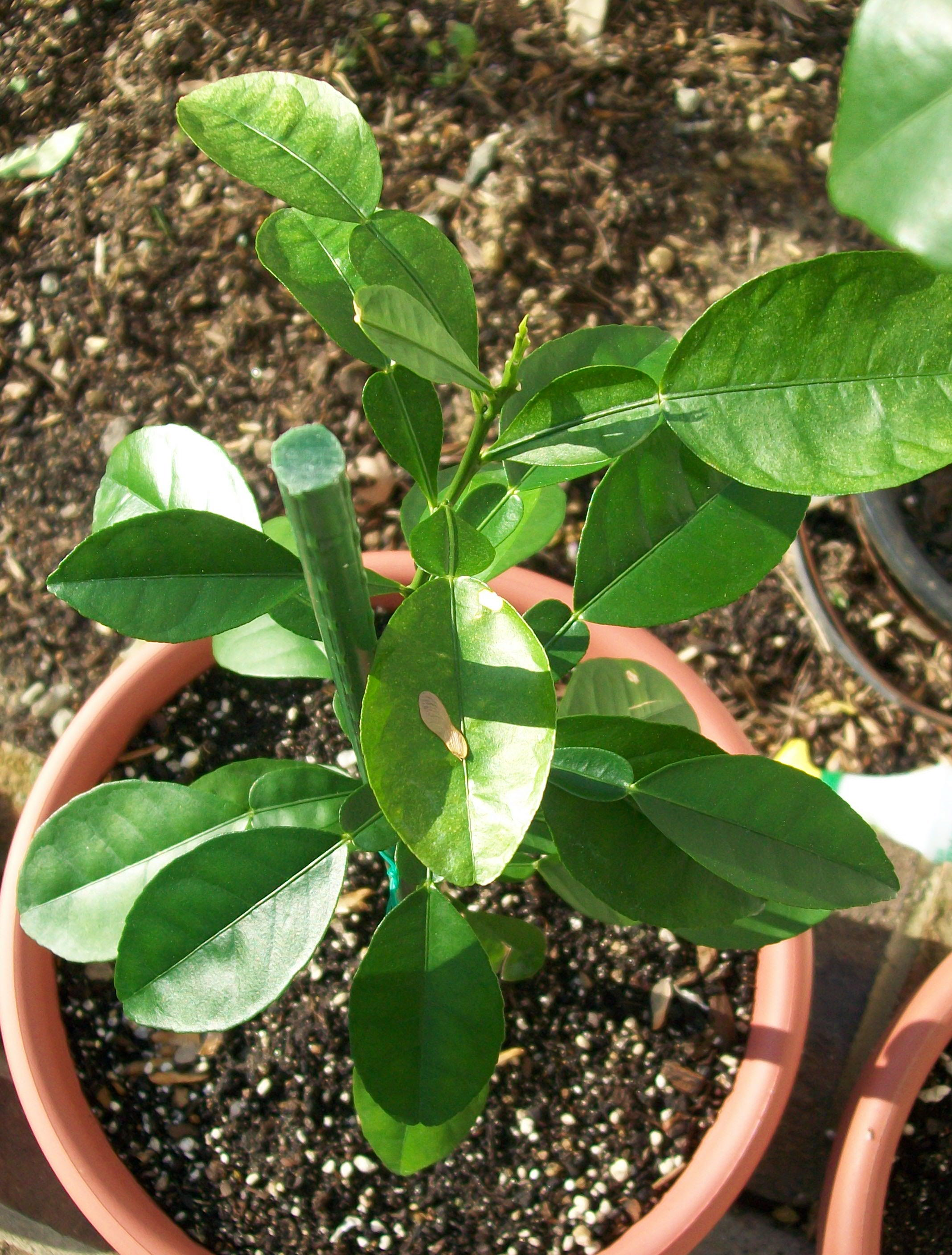
Cây giống bưởi
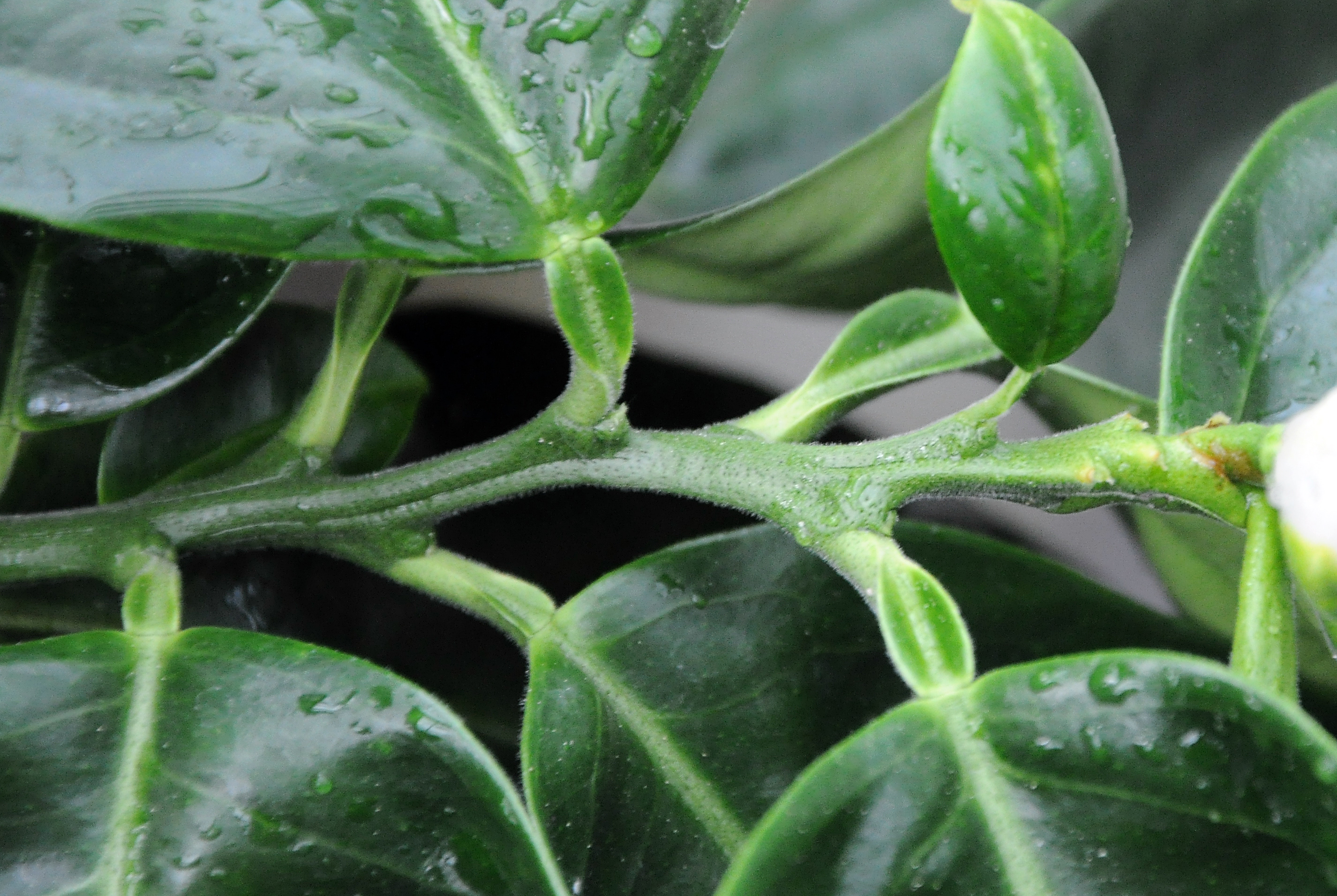
Cận cảnh cuống lá bưởi
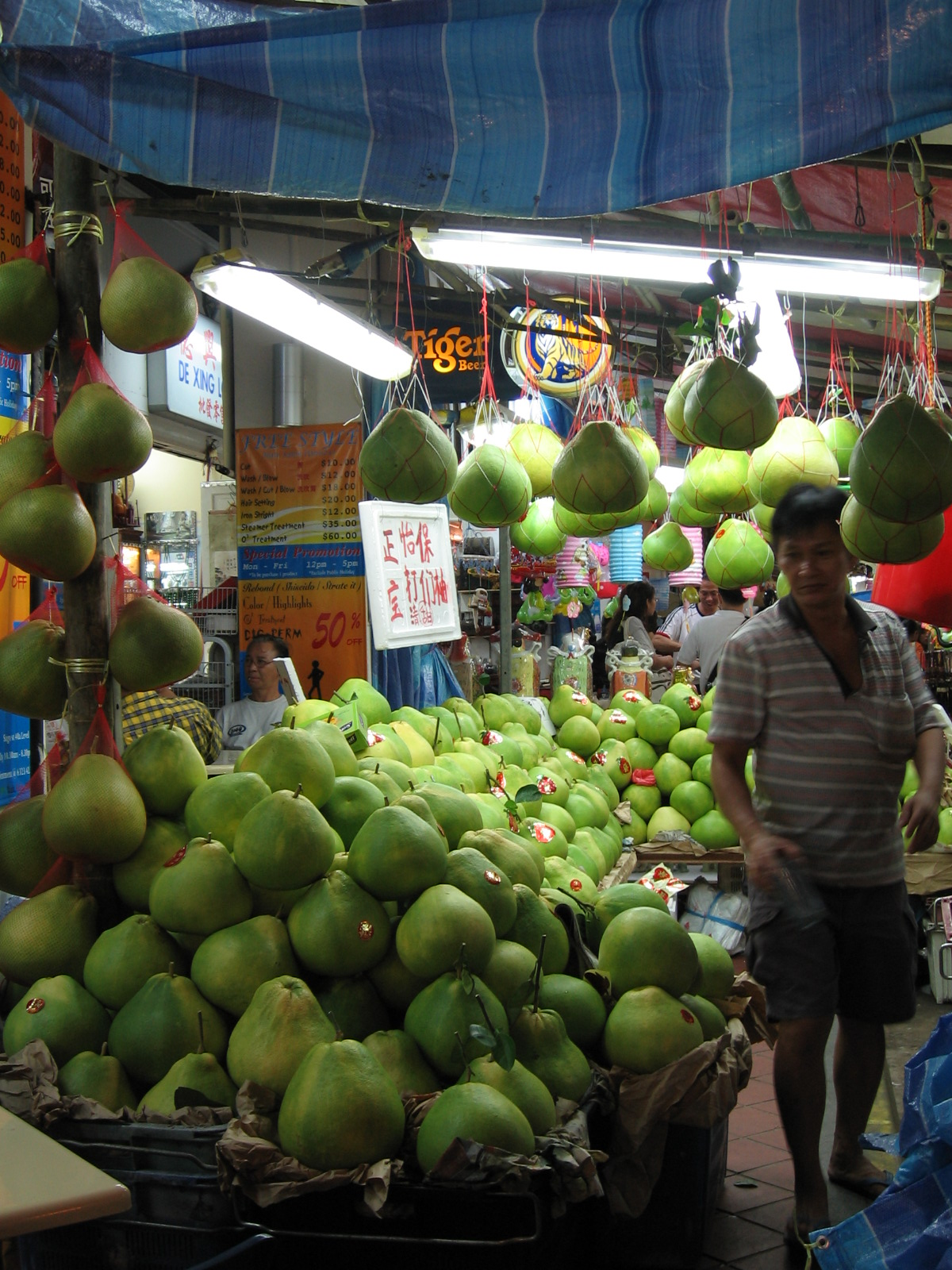
Bưởi Ipoh bày bán ở Chinatown, Singapore
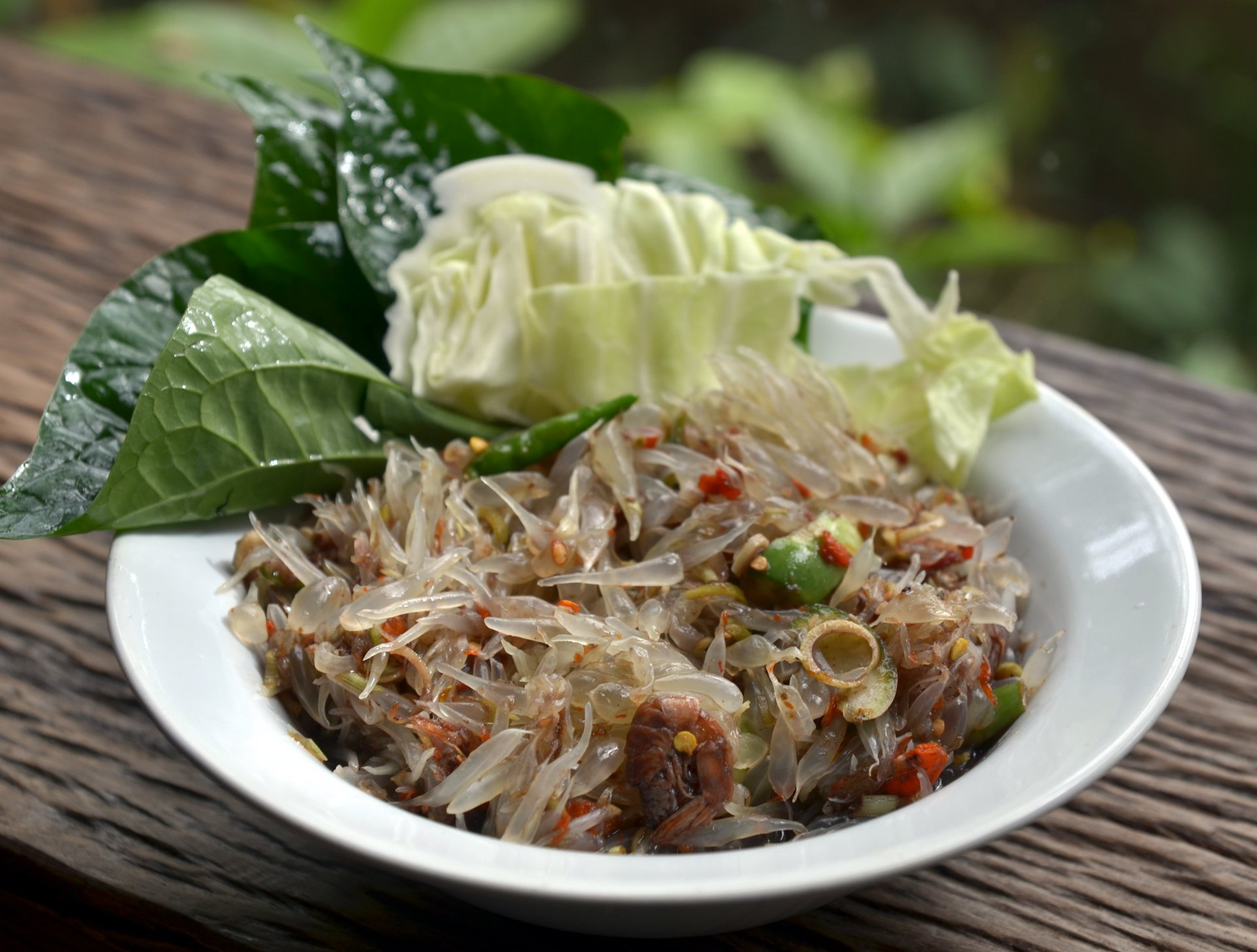
Tam som-o nam pu: xà lách bưởi Thái cay với gạch cua
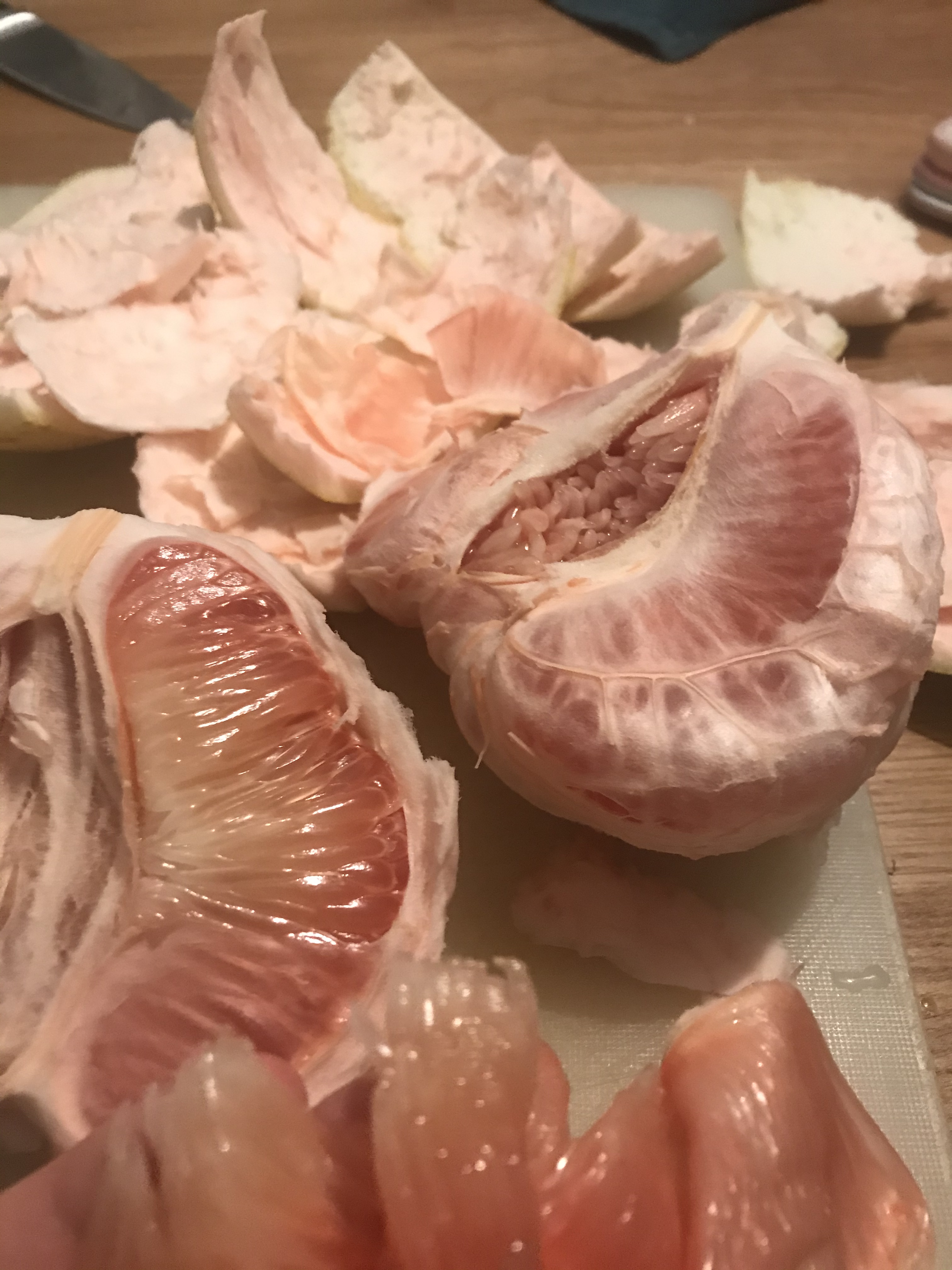
Các múi lớn bên trong quả bưởi, chứa các túi nước quả.
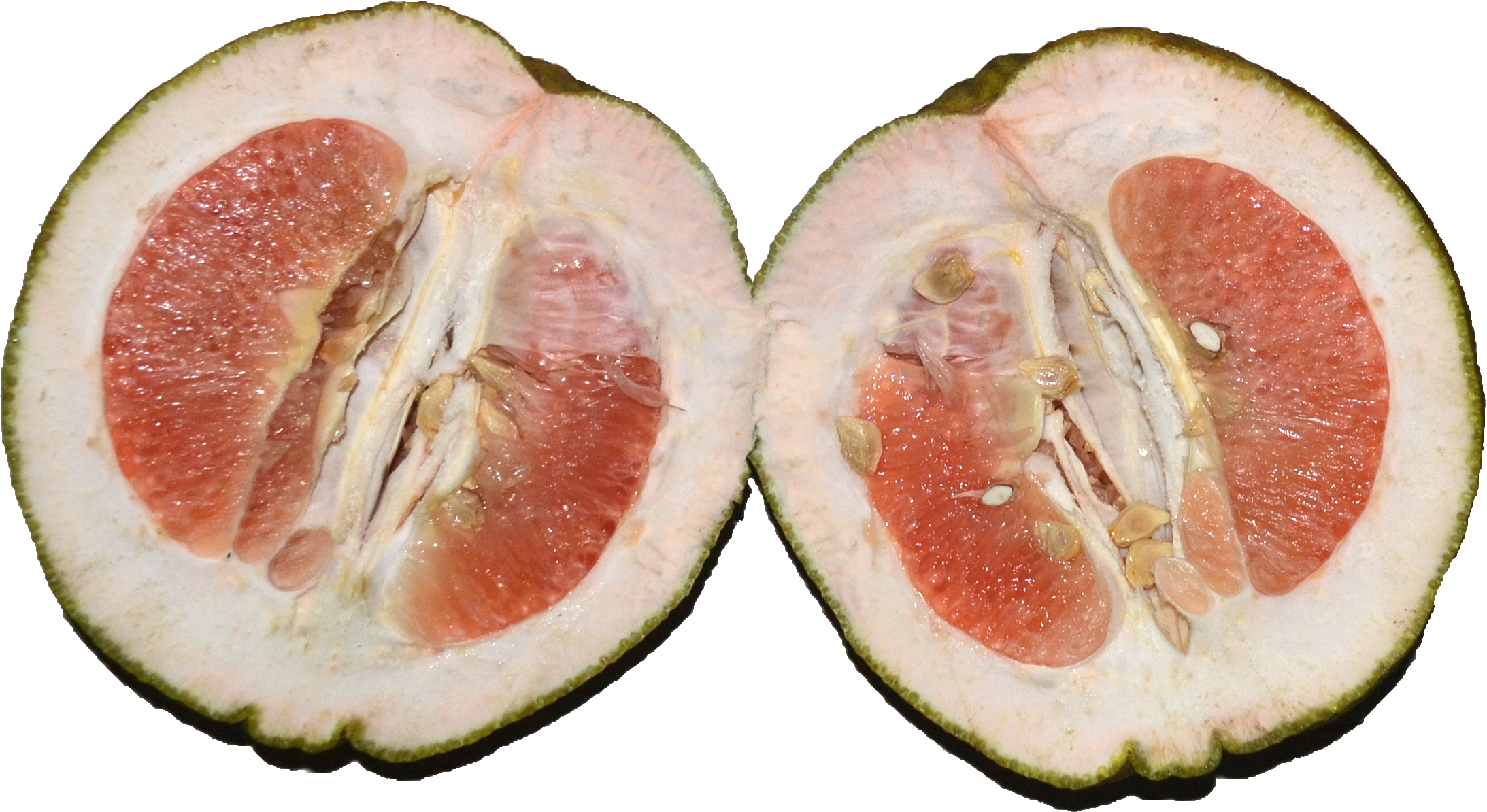
Bưởi Nam Ấn cắt làm đôi
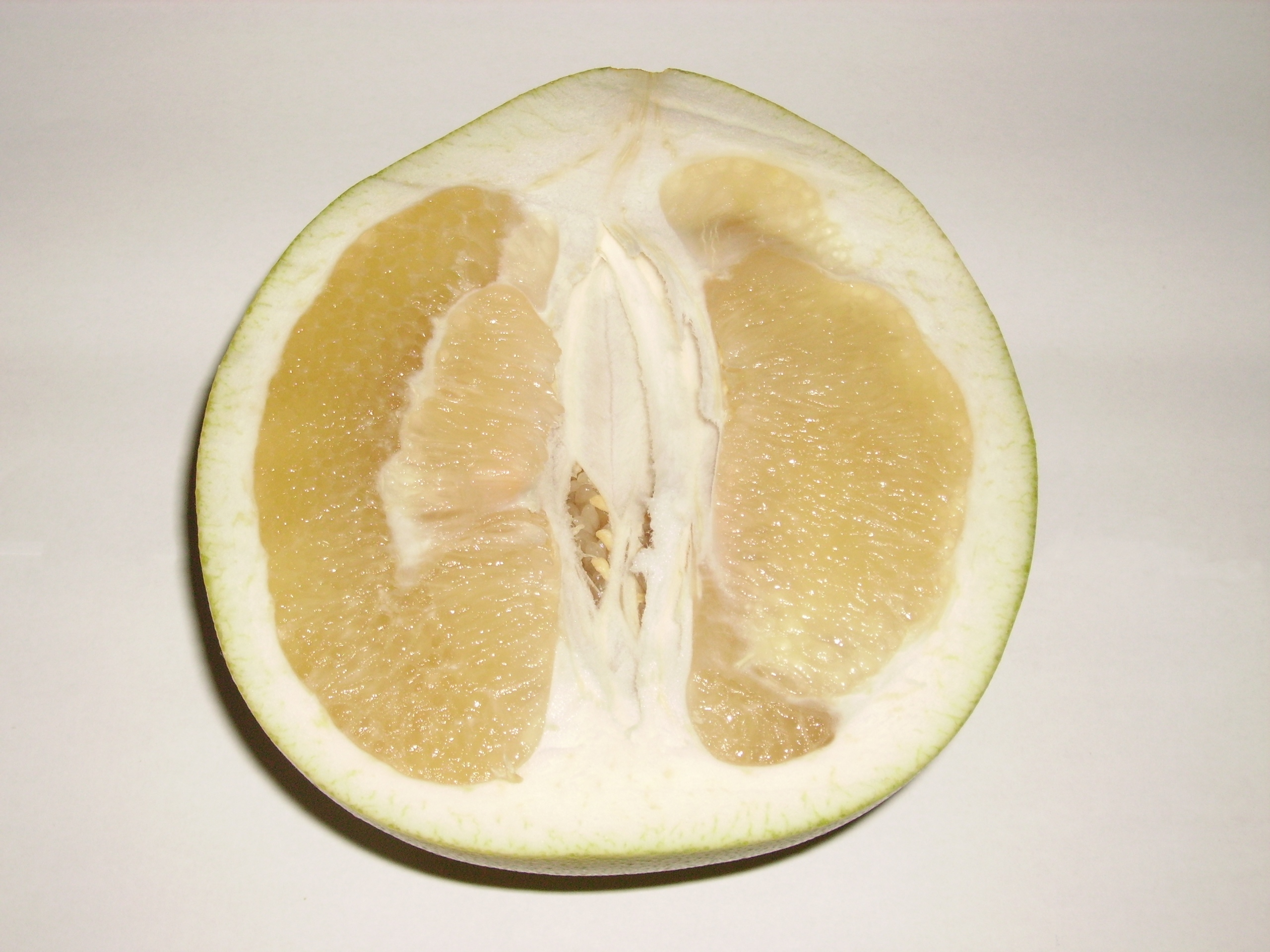
Bưởi cắt múi
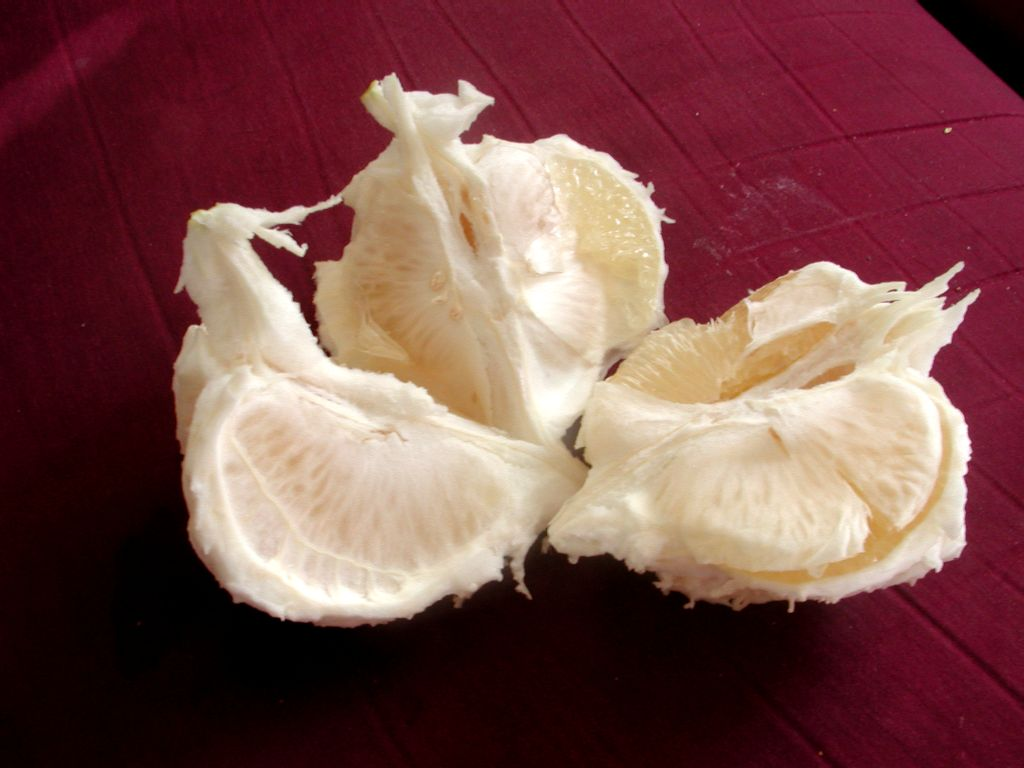
Bưởi cắt múi
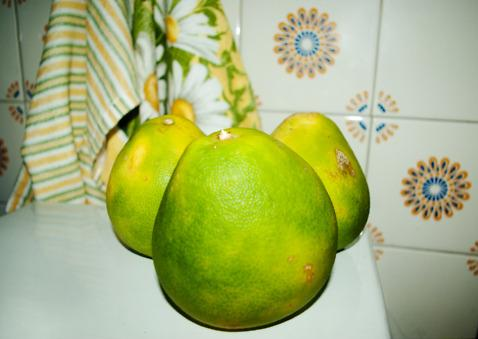
Là một loại trái cây nhà bếp
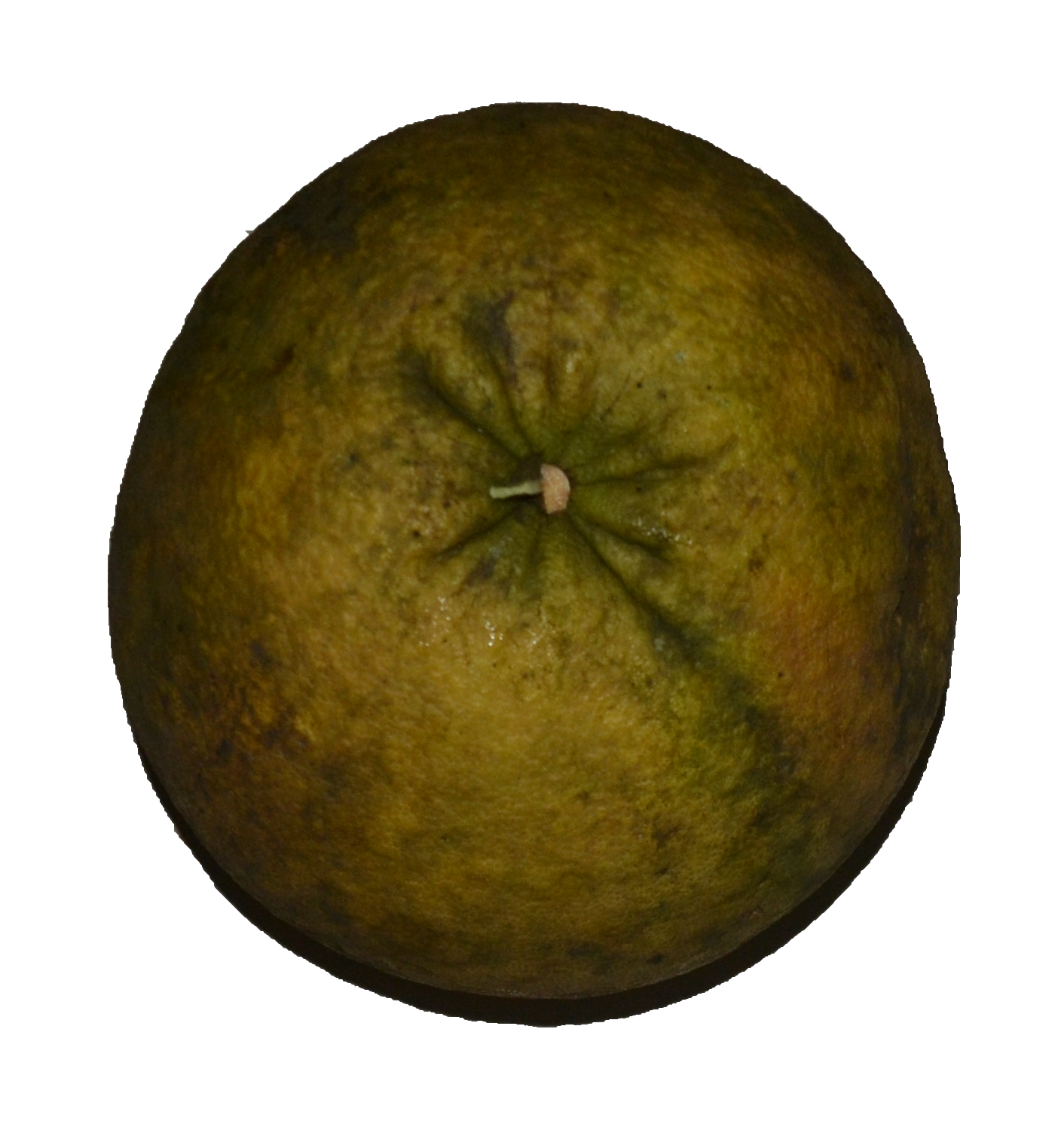
Bưởi chín nguyên quả từ Kerala (Nam Ấn Độ)
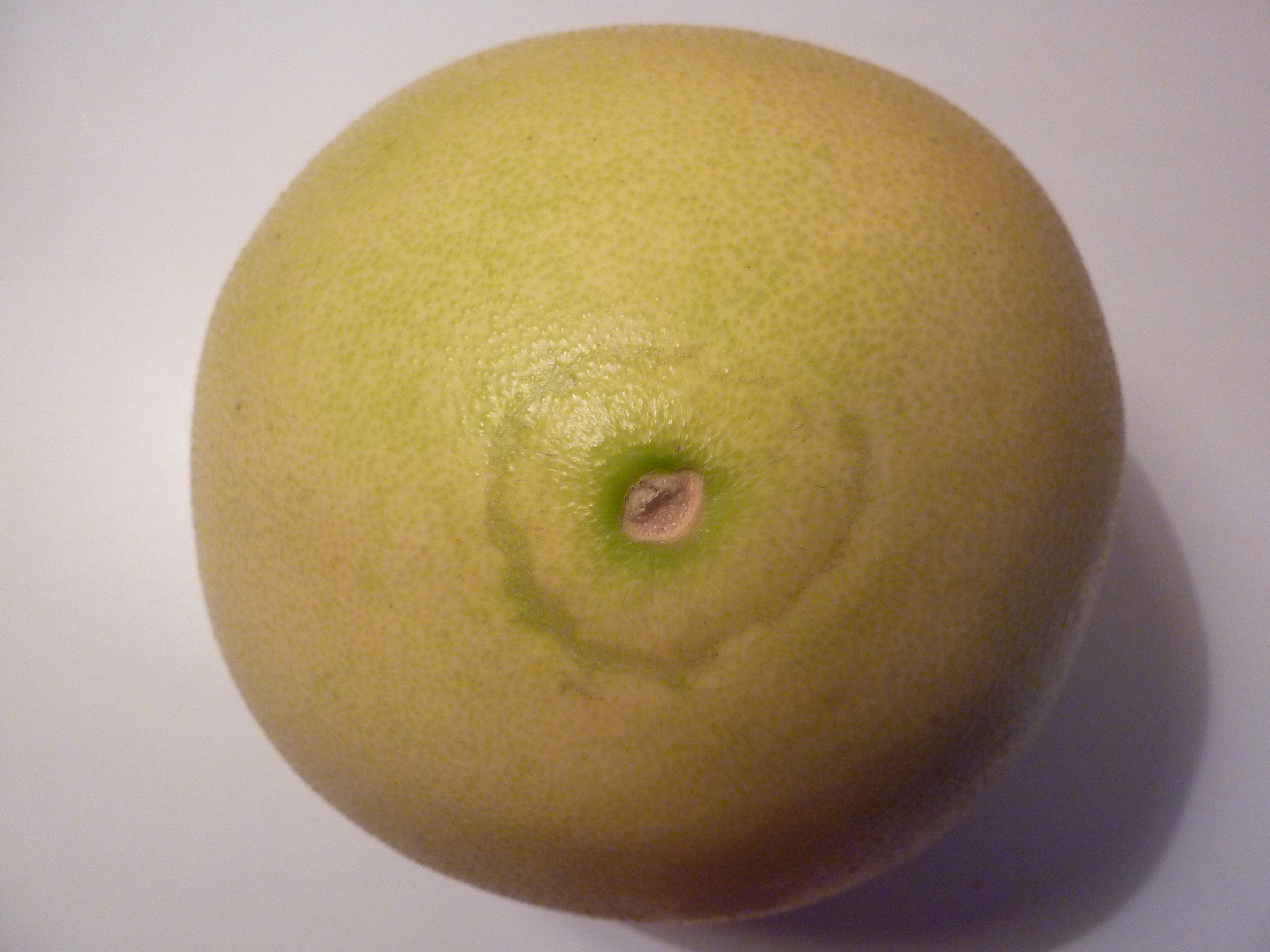
Mặt trên của giống bưởi 'Mật ong'
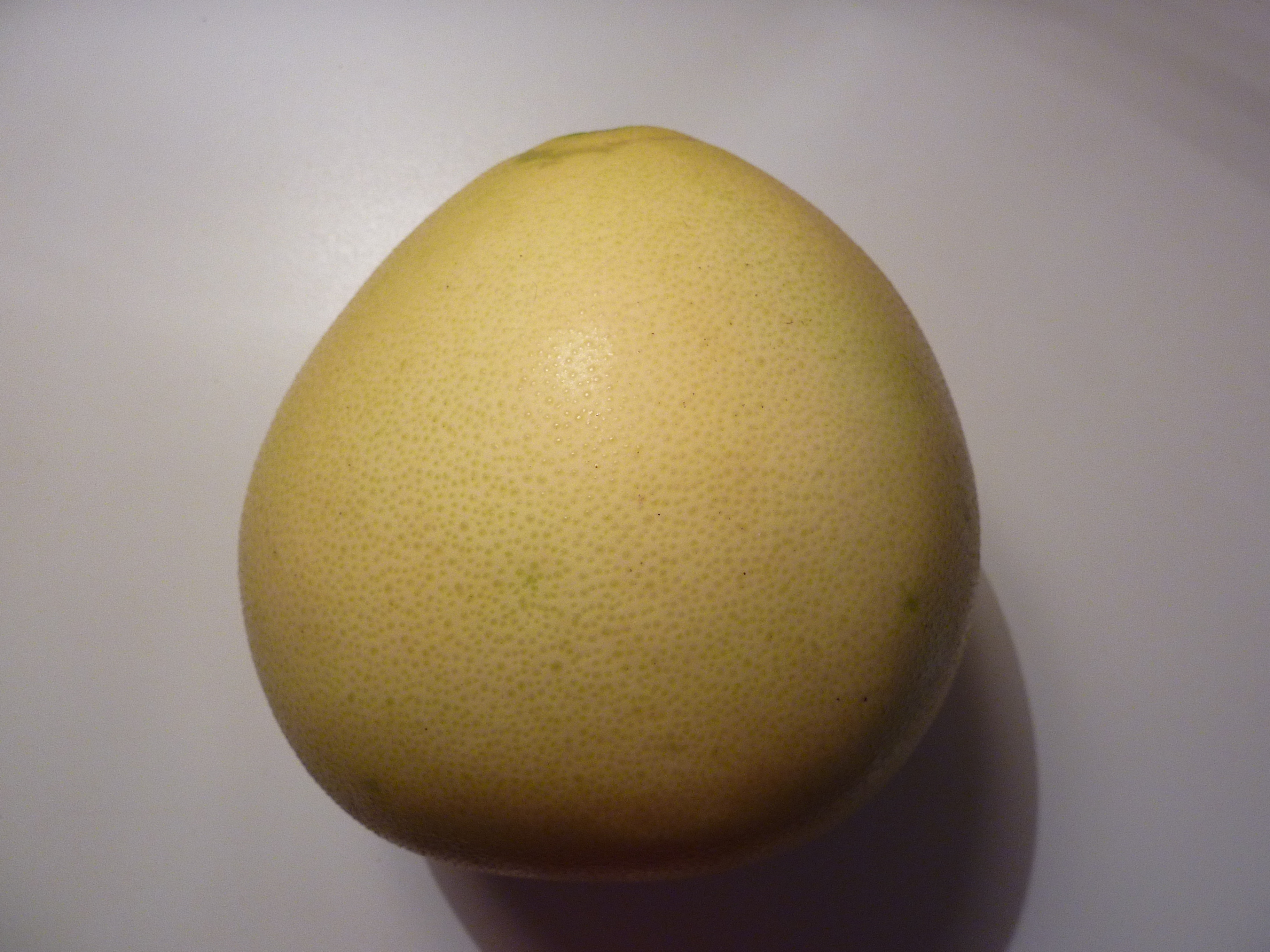
Mặt bên của giống bưởi 'Mật ong'
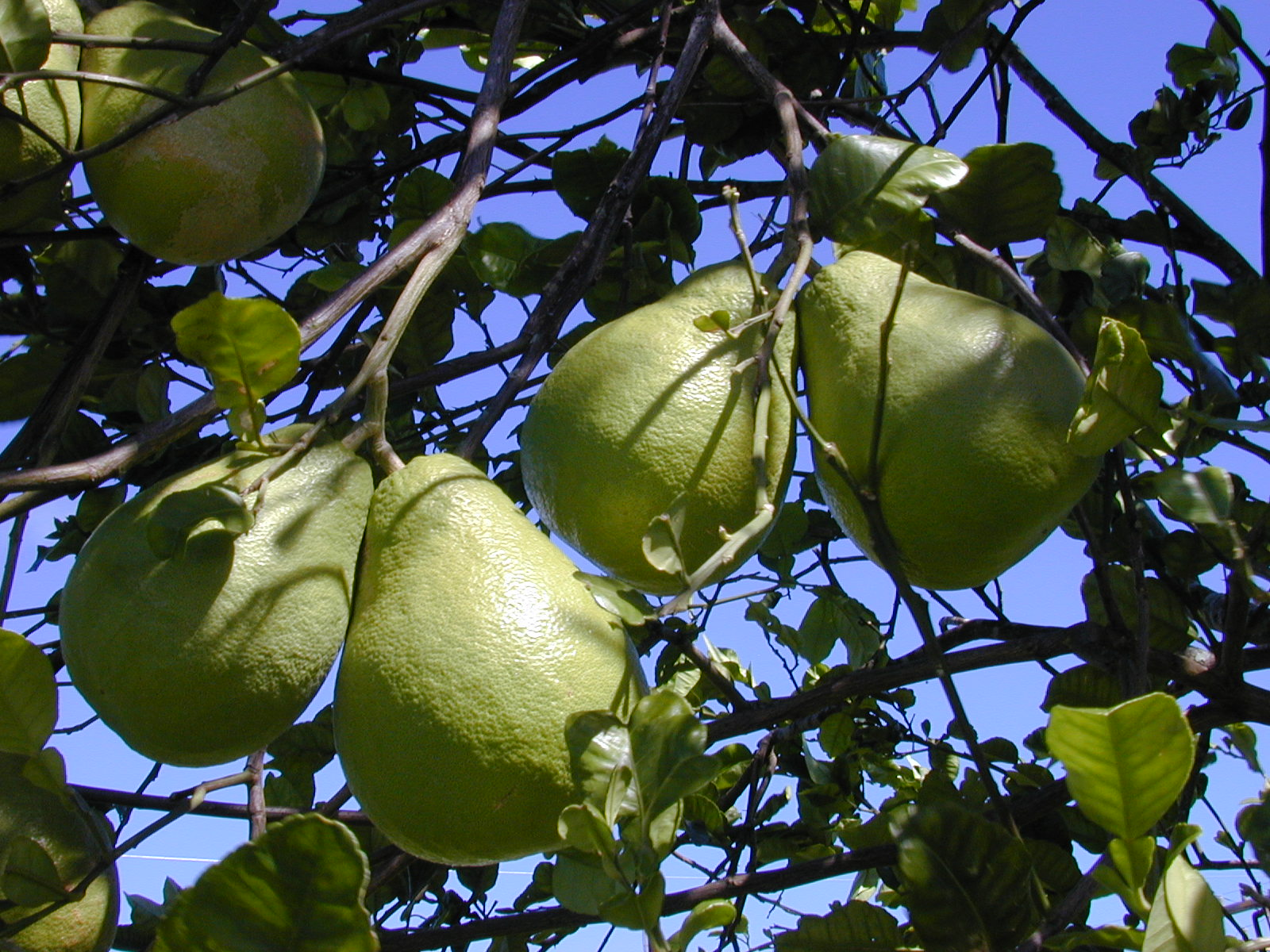
Tăng trưởng
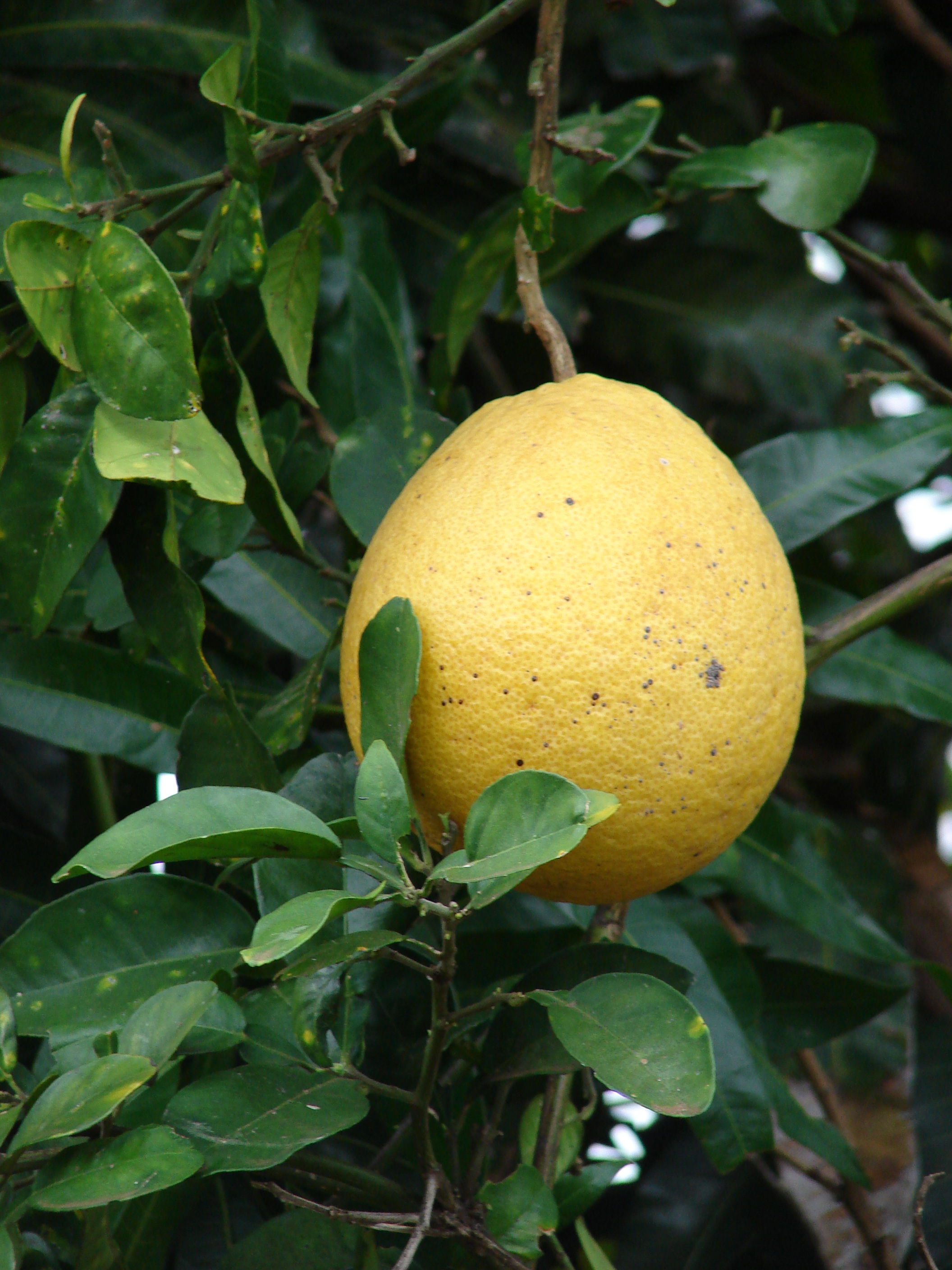
Bưởi đang phát triển
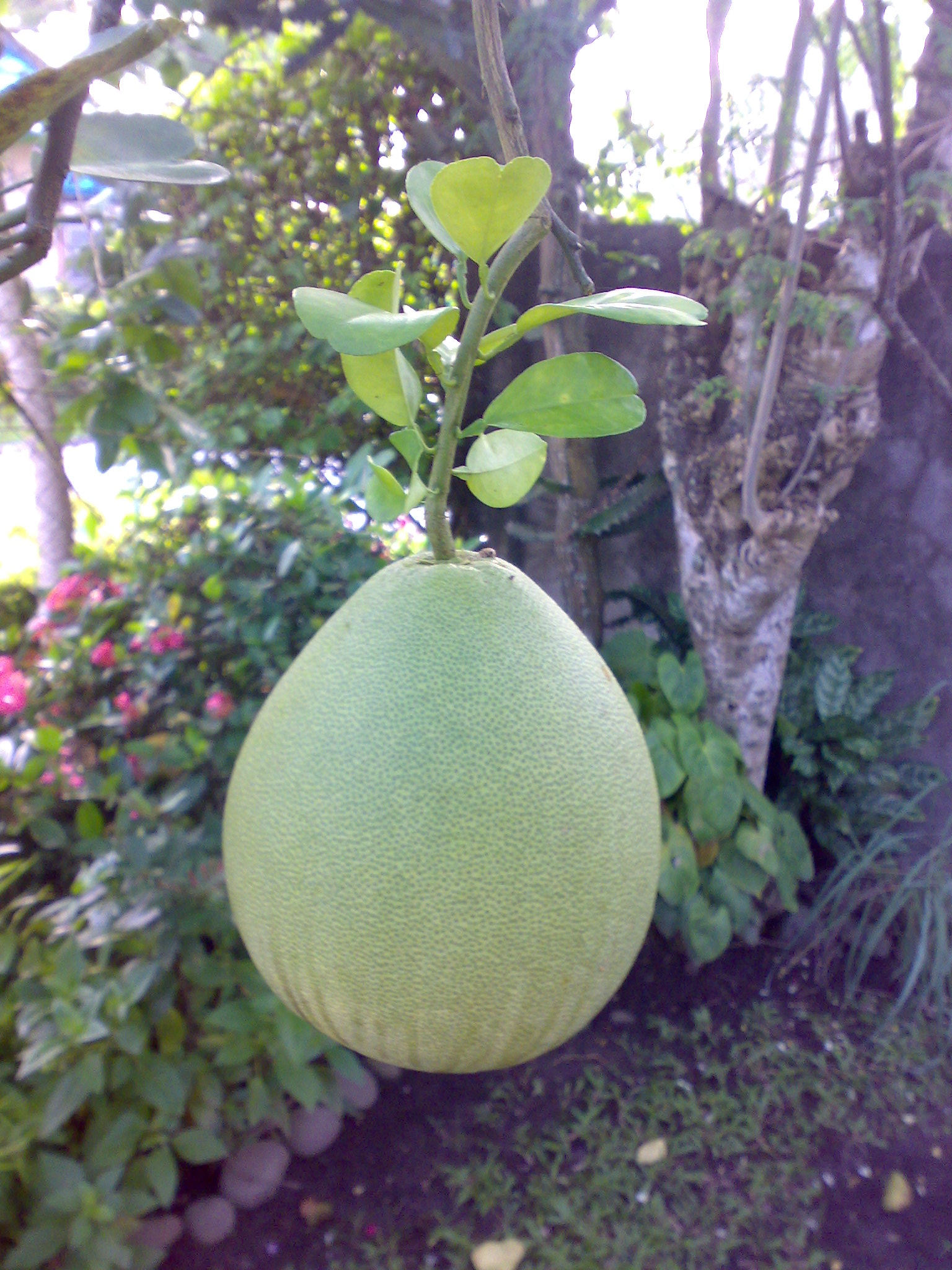
Quả trên cây; Philippines
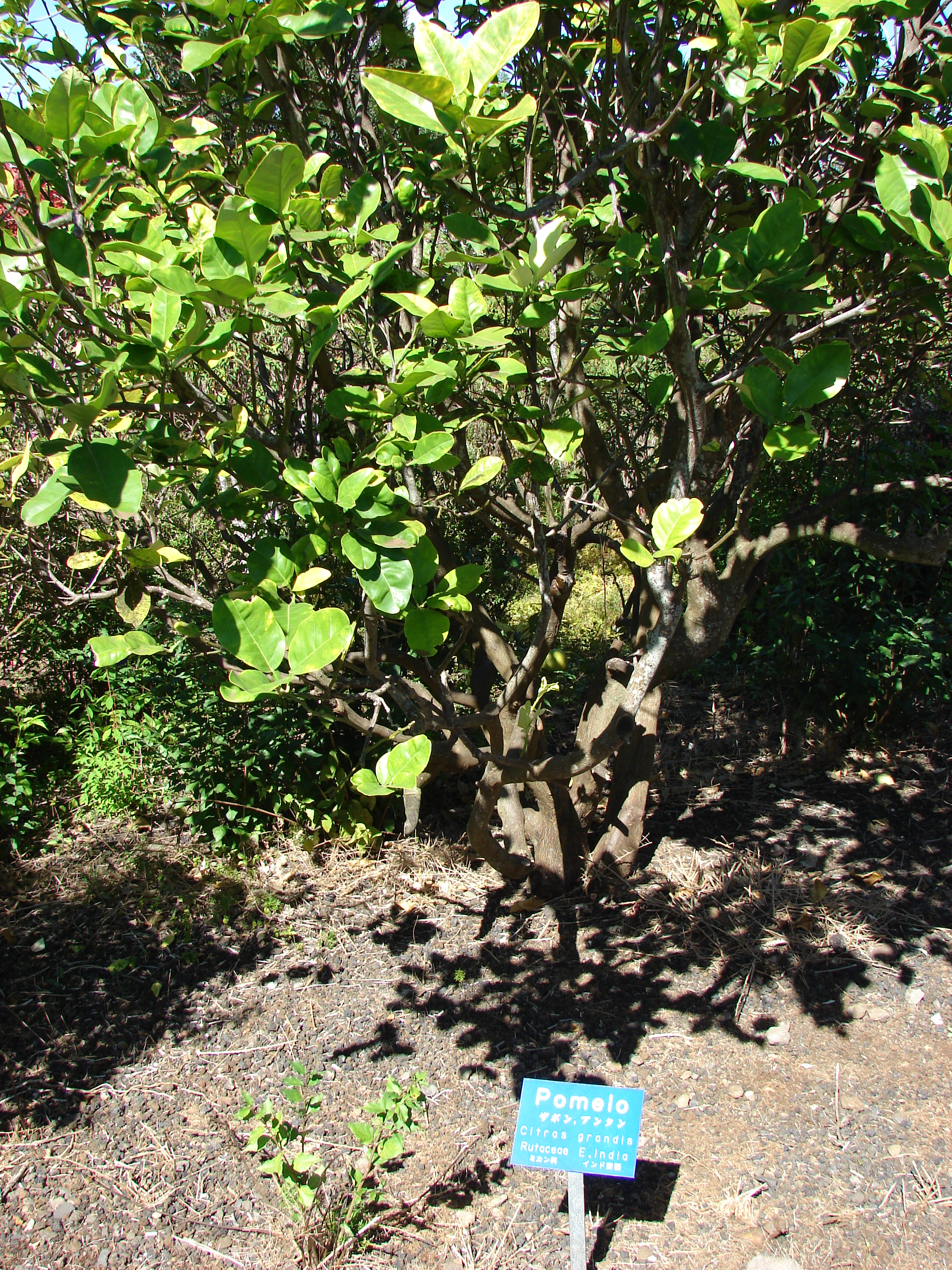
Cây bưởi
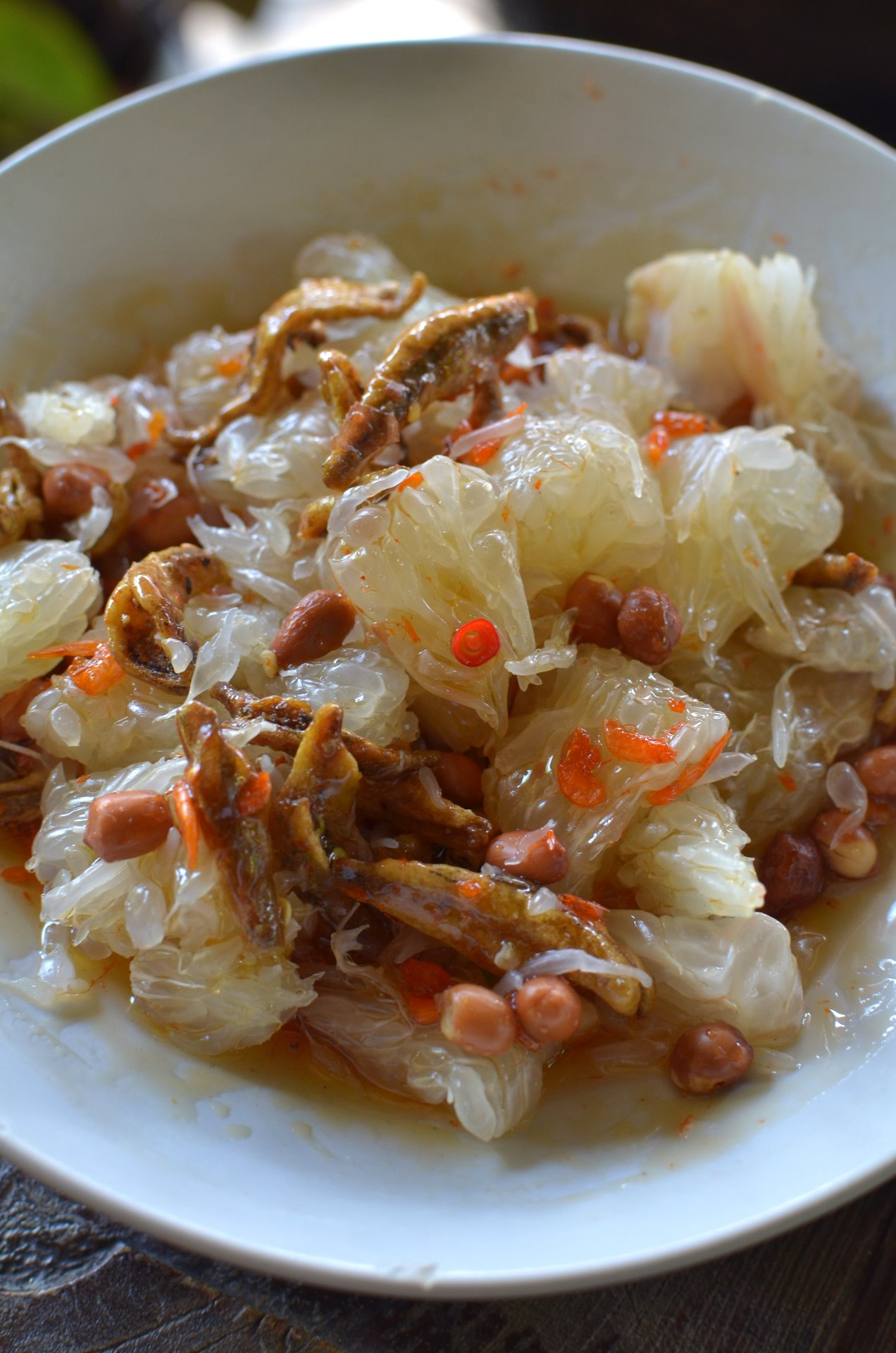
Yam som-o: xà lách bưởi Thái chua cay cùng nước me